# Euró-emlékérmék
A 2 eurós emlékérmék különleges euróérmék, melyek kiadásához az eurózóna tagállamainak 2004 óta van joga, és ott törvényes fizetőeszközöknek minősülnek. Az érmék általában a kibocsátó ország történelmi évfordulóiról emlékeznek meg, vagy egy eseményre, szervezetre utalnak.
2014-ig – a verdejelektől eltekintve, a közös kiadásokkal együtt – 183 érme jelent meg.
A 2 eurós emlékérmék a gyűjtők körében igen nagy sikert arattak. Az érmék nem összetévesztendőek a gyűjtőknek szánt érmékkel (collector coins), amelyek kifejezetten csak a készítő országban funkcionálnak legális fizetőeszközként. Közönséges érmék névértékeiben nem készülhet ilyen pénzdarab, nem lehet rajtuk a közönséges érmékhez tartozó ábra, és azoktól színük, méretük vagy tömegük alapján még legalább két jellemzőjükben el kell térjenek. A készítő ország nevének kötelezően szerepelnie kell rajtuk. Anyaguk általában arany, ezüst vagy platina. 

## Szabványok és szabályozások
Az emlékérmék megjelenését a Tanács tette lehetővé, amely a korábbi tilalmat feloldva engedélyezte az euróérmék nemzeti oldalának megváltoztatását 2004. január 1-jétől, amint ezt a 2003/734/EK bizottsági ajánlás megemlíti. Ezt az ajánlást később hatályon kívül helyezte a 2009/23/EK bizottsági ajánlás.
Emellett több szabályozás vonatkozik az érmékre.
Két szabvány vonatkozik a tervekre:
- Az érmék közös írásoldalát tilos megváltoztatni, tehát csak a nemzeti oldalak jöhetnek szóba.
- Nem javasolták az eredeti nemzeti hátoldal olyan megváltoztatását 2008 előtt, ami egy évnél hosszabb időre vonatkozik. Ez alól kivételt az államfő halála vagy lemondása jelenthet, erre láthattunk már példát a Vatikánban, illetve Monacóban, ahol már a XVI. Benedeket és Ferenc pápát, illetve II. Albertet ábrázoló érméket adják ki folyamatosan.

A szabályozások az emlékérmék gyakoriságáról és példányszámáról szólnak:
- Minden eurózóna-tagállam két érmét adhat ki évente (korábban csak egy érmét lehetett kiadni), és a névérték csak 2 euró lehet.
- A forgalomban lévő emlékérmék darabszáma az összes forgalomban lévő 2 eurósnak legfeljebb 0,1%-át tehetik ki, rendkívüli és fontos esemény alkalmából az arány 0,2% is lehet, de ebben az esetben az országnak le kell mondania az érmék kiadásáról négy évre.
- Az emlékérmék az egy éven belül veretett 2 eurós érméknek legfeljebb 5%-át tehetik ki.

A 2005/491/EK bizottsági ajánlás még két iránymutatással toldotta meg az eddigieket:
- A kiadó állam nevének vagy rövidítésének szerepelnie kell az érmén. Ez nem indokolja az érmék terveinek módosítását, de hosszabb távon kötelező. Az öt országból (Ausztria, Belgium, Finnország, Görögország és Németország) Finnország 2007-ben teljesítette a szabályozást.
- Az érme névértéke nem szerepelhet a fejoldalon.

## Az emlékérmék eredetéről
Az euró készpénzként való bevezetése előtt valamennyi eurózóna-államban jó üzletet jelentett a nemzeti pénzverde számára a nemzeti valuta egy-egy különveretének kiadása. Az erre vonatkozó igény az euró bevezetése után is élt, ezért az európai tanács úgy határozott, hogy évente kétszer minden tagállam meghatározott számban ún. emlékérméket bocsáthat ki.
Az emlékérmék veretésére vonatkozó megszorítások:
- Emlékérme csak 2 eurós névértékű lehet.
- Az emlékérmék az egy éven belül veretett 2 eurós érméknek legfeljebb 5%-át tehetik ki.
- Egy éven belül csak kétszer és csak két témában bocsátható ki emlékérme.
- A forgalomban lévő emlékérmék az összes forgalomban lévő 2 eurósnak legfeljebb 0,1%-át tehetik ki. Rendkívüli és fontos esemény alkalmából az arány 0,2% is lehet.

## 2004-ben kiadott emlékérmék
| Kép | Ország      | Téma                                               | Darabszám | Dátum              |
| --- | ----------- | -------------------------------------------------- | --------- | ------------------ |
| | Görögország | 2004. évi nyári olimpiai játékok                   | 35 millió | 2004. május 14.    |
| Leírás: Az érmén Mürón híres alkotása, a Diszkobolosz, azaz a Diszkoszvető látható. Tőle jobbra az olimpiai öt karika és az ATHENS 2004, a jobb oldalon a 2 ΕΥΡΩ felirat található.                                                                          |             |                                                    |           |                    |
| |             |                                                    |           |                    |
| | Finnország  | Az Európai Unió ötödik bővítése 2004-ben           | 1 millió  | 2004. június 30.   |
| Leírás: Az érmén egy stilizált oszlopra hasonlító minta látható, amiből tíz hajtás nő ki, jelképezve a tíz új tagállamot. A pillér alatt az EU felirat olvasható, az oszlop pedig a görög ró betűt is jelenti, így a kettőt összeolvasva az euro szó jön ki. |             |                                                    |           |                    |
| |             |                                                    |           |                    |
| | Luxemburg   | Henrik luxemburgi nagyherceg képmása és monogramja | 2 501 800 | 2004. július 26.   |
| Leírás: Az érme bal oldalán a nagyherceg jobbra néző képmása, tőle jobbra a monogramja (nagy H, tetején egy koronával) látható. Az érme peremén a LËTZEBUERG, valamint a HENRI – Grand-Duc de Luxembourg feliratok olvashatók.                               |             |                                                    |           |                    |
| |             |                                                    |           |                    |
| | Olaszország | A Világélelmezési Program ötödik évtizede          | 16 millió | 2004. december 13. |
| Leírás: Az érme közepén egy földgömb látható, jobbra fordítva, benne a WORLD FOOD PROGRAMME felirat olvasható. A földgömb körül kukorica, rizs és búza látható. Jobb oldalon a kibocsátó országra utaló R és I betűk vannak.                                 |             |                                                    |           |                    |
| |             |                                                    |           |                    |
| | San Marino  | Bartolomeo Borghesi                                | 110 000   | 2004. december 16. |
| Leírás: Az érme közepén Bartolomeo Borghesinek, a híres történésznek és numizmatikusnak a mellszobra látható. Körülötte a SAN MARINO és a BARTOLOMEO BORGHESI feliratok olvashatók.                                                                          |             |                                                    |           |                    |
| |             |                                                    |           |                    |
| | Vatikán     | A Vatikán alapításának 75. évfordulója             | 85 000    | 2004. december 16. |
| Leírás: Az érme közepén az ország körvonala és a Szent Péter-bazilika láthatók. Balra a 750 ANNO DELLO STATO, jobbra pedig az 1929–2004 felirat olvasható.                                                                                                   |             |                                                    |           |                    |

## 2005-ben kiadott emlékérmék
| Kép | Ország        | Téma | Darabszám | Dátum             |
| --- | ------------- | --- | --------- | ----------------- |
| | Luxemburg     | Henrik nagyherceg 50. születésnapja, trónra lépésének 5. évfordulója, Adolf nagyherceg halálának 100. évfordulója | 2 774 000 | 2005. február 15. |
| Leírás: Az érme közepén Henrik, mögötte Adolf nagyherceg jobbra néző képmása látható. Felettük a GRANDS-DUCS DE LUXEMBOURG felirat jelenik meg, alattuk pedig a HENRI *1955 és az ADOLPHE †1905 feliratok olvashatók.        |               | |           |                   |
| |               | |           |                   |
| | Ausztria      | Az Osztrák Államszerződés 50. évfordulója                                                                         | 7 millió  | 2005. május 11.   |
| Leírás: Az érme közepén a szerződés, és az aláírók kézjegyei láthatók. Felette az 50 JAHRE STAATSVERTRAG felirat olvasható. A háttérben az osztrák zászló látható.                                                           |               | |           |                   |
| |               | |           |                   |
| | Belgium       | Belgium-Luxemburg Gazdasági Unió                                                                                  | 6 023 000 | 2005. május 20.   |
| Leírás: Az érme közepén a két ország uralkodója, a belga II. Albert király, mögötte a luxemburgi Henrik nagyherceg balra néző képmása látható. Mellettük a két uralkodó monogramja található, Henriké balra, Alberté jobbra. |               | |           |                   |
| |               | |           |                   |
| | Spanyolország | 400 éve adták ki Miguel de Cervantes Don Quijote című művét                                                       | 8 millió  | 2005. június 30.  |
| Leírás: Az érme közepén Don Quijote jelenik meg, lándzsával a kezében, a háttérben szélmalmok láthatók. Bal oldalon a kibocsátó ország neve olvasható spanyol nyelven.                                                       |               | |           |                   |
| |               | |           |                   |
| | San Marino    | A fizika világéve                                                                                                 | 130 000   | 2005. október 14. |
| Leírás: Az érme közepén Galileo Galilei látható. Felette a kibocsátó ország neve, alatta az ANNO MONDIALE DELLA FISICA felirat olvasható. A háttérben egy stilizált atom látható.                                            |               | |           |                   |
| |               | |           |                   |
| | Finnország    | Az ENSZ létrejöttének 60. évfordulója, Finnország ENSZ-tagságának 50. évfordulója                                 | 2 millió  | 2005. október 25. |
| Leírás: Az érme közepén egy kirakós játék látható, benne egy békegalamb. Alatta a FINLAND – UN felirat olvasható. |               | |           |                   |
| |               | |           |                   |
| | Olaszország   | Az Európai Alkotmány aláírásának 1. évfordulója                                                                   | 18 millió | 2005. október 29. |
| Leírás: Az érme közepén Európé látható a bika képében megjelent Zeusz hátán, kezében az alkotmányt és egy tollat tart. Alatta Olaszország monogramja, az R és az I betűk, valamint a COSTITUZIONE EUROPEA felirat olvasható. |               | |           |                   |
| |               | |           |                   |
| | Vatikán       | A 20. Ifjúsági Világtalálkozó Kölnben                                                                             | 100 000   | 2005. december 6. |
| Leírás: Az érme közepén a kölni dóm látható, felette egy üstökös halad el. Körülötte a XX GIORNATA MONDIALE DELLA GIOVENTÙ, a dóm képe alatt a CITTÀ DEL VATICANO felirat olvasható.                                         |               | |           |                   |

## 2006-ban kiadott emlékérmék
| Kép | Ország      | Téma                                                     | Darabszám  | Dátum             |
| --- | ----------- | -------------------------------------------------------- | ---------- | ----------------- |
| | Luxemburg   | Vilmos trónörökös 25. születésnapja                      | 1 049 500  | 2006. február 1.  |
| Leírás: Az érmén Henrik luxemburgi nagyherceg, mögötte Vilmos trónörökös jobbra néző képmása látható. Felettük a LËTZEBUERG felirat, alattuk pedig a kibocsátás éve jelenik meg.                                                          |             |                                                          |            |                   |
| |             |                                                          |            |                   |
| | Németország | A Holsentor Lübeckben                                    | 31 500 630 | 2006. február 3.  |
| Leírás: Az érmén Lübeck nevezetessége, a Holsentor látható. Alatta a SCHLESWIG–HOLSTEIN, azalatt a BUNDESREPUBLIK DEUTSCHLAND felirat olvasható.                                                                                          |             |                                                          |            |                   |
| |             |                                                          |            |                   |
| | Olaszország | 2006. évi téli olimpiai játékok                          | 40 millió  | 2006. február 10. |
| Leírás: Az érme egy síelőt és a torinói Mole Antonelliana-tornyot ábrázolja. A síelő felett a GIOCHI INVERNALI, a torony képe alatt a TORINO felirat, mellette Olaszország monogramja, az R és az I betű olvasható.                       |             |                                                          |            |                   |
| |             |                                                          |            |                   |
| | Belgium     | A brüsszeli Atomium felújítása                           | 5 023 000  | 2006. április 10. |
| Leírás: Az érmén a belga főváros egyik nevezetessége, az Atomium látható, felette egy B betű van, utalva a kibocsátó országra. |             |                                                          |            |                   |
| |             |                                                          |            |                   |
| | Finnország  | Az általános választójog bevezetésének első centenáriuma | 2,5 millió | 2006. október 4.  |
| Leírás: Az érme két stilizált arcot ábrázol, egy férfiét és egy nőét. A bal oldalon az általános választójog bevezetésének dátuma (1906. október 1.), a jobb oldalon a 20 FI 06 felirat olvasható.                                        |             |                                                          |            |                   |
| |             |                                                          |            |                   |
| | San Marino  | Kolumbusz Kristóf halálának 500. évfordulója             | 120 000    | 2006. október 17. |
| Leírás: Az érmén Kolumbusz Kristóf jobbra néző képmása, a háttérben pedig három hajója, a Niña, a Pinta és a Santa María, valamint egy szélrózsa látható. Felette a kibocsátó ország neve, alatta pedig az 1506–2006 felirat olvasható.   |             |                                                          |            |                   |
| |             |                                                          |            |                   |
| | Vatikán     | A Svájci Gárda 500. évfordulója                          | 100 000    | 2006. november 9. |
| Leírás: Az érmén a Svájci Gárda egy tagja látható, aki éppen esküt tesz a Gárda zászlójára. Felette a GUARDIA SVIZZERA PONTIFICIA, alatta a CITTÀ DEL VATICANO felirat olvasható. A gárdista mellett két évszám (1506 és 2006) található. |             |                                                          |            |                   |

## 2007-ben kiadott emlékérmék
| Kép | Ország      | Téma                                             | Darabszám  | Dátum             |
| --- | ----------- | ------------------------------------------------ | ---------- | ----------------- |
| | Luxemburg   | A Nagyhercegi Palota Luxembourgban               | 1 031 000  | 2007. február 2.  |
| Leírás: Az érme jobb oldalán Henrik luxemburgi nagyherceg balra néző portréja, mögötte a Nagyhercegi Palota részlete látható. Alattuk a LËTZEBUERG felirat olvasható.                 |             |                                                  |            |                   |
| |             |                                                  |            |                   |
| | Németország | A schwerini kastély                              | 31 245 630 | 2007. február 2.  |
| Leírás: Az érmén a schwerini kastély látható. Alatta a MECKLENBURG–VORPOMMERN, azalatt a BUNDESREPUBLIK DEUTSCHLAND felirat olvasható.                                                |             |                                                  |            |                   |
| |             |                                                  |            |                   |
| | Portugália  | Az Európai Unió Tanácsának portugál elnöksége    | 1 275 000  | 2007. július 2.   |
| Leírás: Az érmén egy paratölgy, tőle balra Portugália címere látható, jobbra a POR TU GAL felirat olvasható. A mintázat alatt a 2007 PRESIDÊNCIA DO CONSELHO DA UE felirat található. |             |                                                  |            |                   |
| |             |                                                  |            |                   |
| | Monaco      | Grace Kelly halálának 25. évfordulója            | 20 001     | 2007. július 12.  |
| Leírás: Az érmén a színésznő és monacói hercegné balra néző képmása látható, tőle jobbra a MONACO felirat és a kibocsátás éve olvasható.                                              |             |                                                  |            |                   |
| |             |                                                  |            |                   |
| | San Marino  | Giuseppe Garibaldi születésének 200. évfordulója | 130 000    | 2007. október 9.  |
| Leírás: Az érmén Giuseppe Garibaldi arcképe látható. Tőle balra a SAN MARINO felirat, jobbra a kibocsátás éve olvasható.                                                              |             |                                                  |            |                   |
| |             |                                                  |            |                   |
| | Vatikán     | XVI. Benedek pápa 80. születésnapja              | 100 000    | 2007. október 23. |
| Leírás: Az érmén XVI. Benedek pápa balra néző képmása látható, körülötte a BENEDICTI XVI P.M. AETATIS ANNO LXXX CITTÀ DEL VATICANO felirat olvasható.                                 |             |                                                  |            |                   |
| |             |                                                  |            |                   |
| | Finnország  | Finnország függetlenségének 90. évfordulója      | 2 millió   | 2007. december 3. |
| Leírás: Az érmén kilenc ember látható, amint egy csónakban eveznek. Az ábra felett a kibocsátás éve, alatta a függetlenség kikiáltásának éve (1917.) olvasható.                       |             |                                                  |            |                   |

## 2007-es közös kiadású emlékérme
| Kép | Ország        | Téma                                          | Darabszám  | Dátum                       |
| --- | ------------- | --------------------------------------------- | ---------- | --------------------------- |
| | Európai Unió  | A Római szerződés aláírásának 50. évfordulója | 87 667 666 | 2007. március 25–április 2. |
| Leírás: Az érmén a Római Szerződés látható az aláírók kézjegyeivel. A háttér a római Piazza del Campidogliót ábrázolja, ahol az aláírás történt. A szerződés képe felett az EURÓPA szó, valamint a RÓMAI SZERZŐDÉS 50 ÉVE felirat szerepel a kibocsátó ország hivatalos nyelvén. |               |                                               |            |                             |
| Kép | Ország        | Ország                                        | Darabszám  | Dátum                       |
| | Ausztria      | Ausztria                                      | 9 millió   | 2007. március 25.           |
| Felirat: VERTRAG VON ROM 50 JAHRE, EUROPA, REPUBLIK ÖSTERREICH |               |                                               |            |                             |
| |               |                                               |            |                             |
| | Finnország    | Finnország                                    | 1,4 millió | 2007. március 25.           |
| Felirat: ROOMAN SOPIMUS 50 V, EUROOPPA, SUOMI FINLAND |               |                                               |            |                             |
| |               |                                               |            |                             |
| | Németország   | Németország                                   | 30 865 630 | 2007. március 25.           |
| Felirat: RÖMISCHE VERTRÄGE 50 JAHRE, EUROPA, BUNDESREPUBLIK DEUTSCHLAND |               |                                               |            |                             |
| |               |                                               |            |                             |
| | Olaszország   | Olaszország                                   | 5 millió   | 2007. március 25.           |
| Felirat: TRATTATI DI ROMA 50° ANNIVERSARIO, EUROPA, REPUBBLICA ITALIANA |               |                                               |            |                             |
| |               |                                               |            |                             |
| | Szlovénia     | Szlovénia                                     | 400 000    | 2007. március 25.           |
| Felirat: RIMSKA POGODBA 50 LET, EVROPA, SLOVENIJA |               |                                               |            |                             |
| |               |                                               |            |                             |
| | Spanyolország | Spanyolország                                 | 8 millió   | 2007. március 25.           |
| Felirat: TRATADO DE ROMA 50 AÑOS, EUROPA, ESPAÑA |               |                                               |            |                             |
| |               |                                               |            |                             |
| | Belgium       | Belgium                                       | 5 040 000  | 2007. március 26.           |
| Felirat: PACTVM ROMANVM QVINQVAGENARIVM, EUROPÆ, BELGIQUE–BELGIE–BELGIEN |               |                                               |            |                             |
| |               |                                               |            |                             |
| | Görögország   | Görögország                                   | 3 983 549  | 2007. március 26.           |
| Felirat: ΣΥΝΘΗΚΗ ΤΗΣ ΡΩΜΗΣ 50 XPONIA, EYPΩΠΗ, ΕΛΛΗΝΙΚΗ ΔΗΜΟΚΡΑΤΙΑ |               |                                               |            |                             |
| |               |                                               |            |                             |
| | Írország      | Írország                                      | 4 650 112  | 2007. március 26.           |
| Felirat: CONRADH NA RÓIMHE 50 BLIAIN, AN EORAIP, ÉIRE |               |                                               |            |                             |
| |               |                                               |            |                             |
| | Luxemburg     | Luxemburg                                     | 2 046 000  | 2007. március 26.           |
| Felirat: TRAITÉ DE ROME 50 ANS, EUROPE, LËTZEBUERG |               |                                               |            |                             |
| |               |                                               |            |                             |
| | Hollandia     | Hollandia                                     | 6 355 500  | 2007. március 26.           |
| Felirat: VERDRAG VAN ROME 50 JAAR, EUROPA, KONINKRIJK DER NEDERLANDEN |               |                                               |            |                             |
| |               |                                               |            |                             |
| | Portugália    | Portugália                                    | 1 520 000  | 2007. március 26.           |
| Felirat: TRATADO DE ROMA 50 ANOS, EUROPA, PORTUGAL |               |                                               |            |                             |
| |               |                                               |            |                             |
| | Franciaország | Franciaország                                 | 9 406 875  | 2007. április 2.            |
| Felirat: TRAITÉ DE ROME 50 ANS, EUROPE, RÉPUBLIQUE FRANÇAISE |               |                                               |            |                             |

## 2008-ban kiadott emlékérmék
| Kép | Ország        | Téma                                                      | Darabszám  | Dátum                |
| --- | ------------- | --------------------------------------------------------- | ---------- | -------------------- |
| | Luxemburg     | Berg-vár                                                  | 1 042 000  | 2008. február 1.     |
| Leírás: Az érme bal oldalán Henrik luxemburgi nagyherceg jobbra néző képmása, mögötte a Berg-vár képe látható. Alattuk a LËTZEBUERG felirat, felettük a kibocsátás éve olvasható.                                                                           |               |                                                           |            |                      |
| |               |                                                           |            |                      |
| | Németország   | A Szent Mihály-templom Hamburgban                         | 30 513 630 | 2008. február 1.     |
| Leírás: Az érmén a hamburgi Szent Mihály-templom látható, alatta a HAMBURG, azalatt a BUNDESREPUBLIK DEUTSCHLAND felirat olvasható. |               |                                                           |            |                      |
| |               |                                                           |            |                      |
| | San Marino    | Az Interkulturális párbeszéd európai éve                  | 130 000    | 2008. május 20.      |
| Leírás: Az érmén öt ember sziluettje, alattuk négy könyv, mögöttük Európa térképe látható a földgömbön, az Európai Unió akkori tagállamait kiemelve. Az ábra alatt az ANNO EUROPEO DEL DIALOGO INTERCULTURALE felirat olvasható.                            |               |                                                           |            |                      |
| |               |                                                           |            |                      |
| | Szlovénia     | Primož Trubar születésének 500. évfordulója               | 1 millió   | 2008. május 26.      |
| Leírás: Az érme jobb oldalán Primož Trubar balra néző képmása látható, mellette a PRIMOŽ TRUBAR, valamint születésének és halálának évszámai (1508 • 1586), alatta a SLOVENIJA 2008 felirat olvashatók.                                                     |               |                                                           |            |                      |
| |               |                                                           |            |                      |
| | Belgium       | Az emberi jogok egyetemes nyilatkozatának 60. évfordulója | 5 018 000  | 2008. május 30.      |
| Leírás: Az érmén egy kör és nyitott könyvet jelképező vonalak láthatók egy téglalap előtt. A téglalapban a 60-as szám, felette a kibocsátás éve, alatta a UNIVERSAL DECLARATION OF HUMAN RIGHTS, azalatt a BELGIE – BELGIQUE – BELGIEN felirat olvasható.   |               |                                                           |            |                      |
| |               |                                                           |            |                      |
| | Franciaország | Az Európai Unió Tanácsának francia elnöksége              | 20 094 000 | 2008. július 1.      |
| Leírás: Az érmén mindössze egy felirat olvasható: 2008 PRÉSIDENCE FRANÇAISE UNION EUROPÉENNE RF. |               |                                                           |            |                      |
| |               |                                                           |            |                      |
| | Portugália    | Az emberi jogok egyetemes nyilatkozatának 60. évfordulója | 1 025 000  | 2008. szeptember 15. |
| Leírás: Az érmén a portugál címer látható, alatta a PORTUGAL felirat, azalatt a kibocsátás éve olvasható. Ezalatt embereket jelképező geometriai formák sorozata található. Ezt a 60 ANOS DA DECLARAÇÃO UNIVERSAL DOS DIREITOS HUMANOS felirat veszi körül. |               |                                                           |            |                      |
| |               |                                                           |            |                      |
| | Vatikán       | 2008 – Pál apostol éve                                    | 106 084    | 2008. október 16.    |
| Leírás: Az érmén Pál apostol látható egy ágaskodó lovon. Az apostolt az égből fény világítja meg. Az ábra mögött Damaszkusz képe látható. A bal oldalon a CITTÀ DEL VATICANO, jobbra az ANNO SANCTO PAULO DICATO feliratok olvashatók.                      |               |                                                           |            |                      |
| |               |                                                           |            |                      |
| | Finnország    | Az emberi jogok egyetemes nyilatkozatának 60. évfordulója | 1,5 millió | 2008. október 24.    |
| Leírás: Az érmén egy ember látható, körülötte egy szív alakú üres terület. Ekörül emberek harcolnak. A minta alatt a HUMAN RIGHTS felirat olvasható. |               |                                                           |            |                      |
| |               |                                                           |            |                      |
| | Olaszország   | Az emberi jogok egyetemes nyilatkozatának 60. évfordulója | 2,5 millió | 2008. december 10.   |
| Leírás: Az érmén egy férfi és egy nő látható, akik olajágat, kalászt, fogaskereket és szögesdrótot tartanak. Alattuk a 60-as szám egy elszakadt lánc képében jelenik meg. Alul a DIRITTI UMANI felirat olvasható.                                           |               |                                                           |            |                      |

## 2009-ben kiadott emlékérmék
| Kép | Ország      | Téma                                                             | Darabszám  | Dátum                |
| --- | ----------- | ---------------------------------------------------------------- | ---------- | -------------------- |
| | Luxemburg   | Sarolta luxemburgi nagyhercegnő trónra lépésének 90. évfordulója | 837 500    | 2009. január 15.     |
| Leírás: Az érmén Henrik luxemburgi nagyherceg, mögötte Sarolta nagyhercegnő balra néző képmása látható. Henrik arcképe mellett a LËTZEBUERG felirat és a kibocsátás éve olvasható. |             |                                                                  |            |                      |
| |             |                                                                  |            |                      |
| | Németország | A Ludvig-templom Saarbrückenben                                  | 30 940 630 | 2009. február 6.     |
| Leírás: Az érmén a saarbrückeni Ludvig-templom látható, alatta a SAARLAND, azalatt a BUNDESREPUBLIK DEUTSCHLAND felirat olvasható. |             |                                                                  |            |                      |
| |             |                                                                  |            |                      |
| | Portugália  | 2009-es Luzofóniai Játékok                                       | 1 275 000  | 2009. június 9.      |
| Leírás: Az érmén egy tornász látható egy örvénylő szalaggal. Felette Portugália címere, alatta a 2.os JOGOS DA LUSOFONIA LISBOA felirat olvasható. |             |                                                                  |            |                      |
| |             |                                                                  |            |                      |
| | San Marino  | A Kreativitás és az Innováció Európai Éve                        | 130 000    | 2009. szeptember 5.  |
| Leírás: Az érmén egy könyv, egy kémcső, egy lombik, egy körző és három toll látható. Felettük a CREATIVITÀ INNOVAZIONE, alatta a SAN MARINO felirat olvasható. |             |                                                                  |            |                      |
| |             |                                                                  |            |                      |
| | Belgium     | Louis Braille születésének 200. évfordulója                      | 5 013 500  | 2009. szeptember 25. |
| Leírás: Az érmén Louis Braille arcképe látható, mellette a monogramja (L és B) Braille-írással. A portré felett a LOUIS BRAILLE, alatta a BE felirat olvasható, utóbbi két évszám (1809 és 2009) között.                                                                                       |             |                                                                  |            |                      |
| |             |                                                                  |            |                      |
| | Olaszország | Louis Braille születésének 200. évfordulója                      | 2 millió   | 2009. október 15.    |
| Leírás: Az érmén egy kéz látható, ami megérint egy nyitott könyvet. Felette a LOUIS BRAILLE felirat olvasható, mellette két madár szimbóluma, amellett Olaszország monogramja, az R és az I betűk találhatók. A könyv alatt Louis Braille neve olvasható Braille-írással.                      |             |                                                                  |            |                      |
| |             |                                                                  |            |                      |
| | Finnország  | Finnország autonómiájának 200. évfordulója                       | 1,6 millió | 2009. október 23.    |
| Leírás: Az érmén a porvooi székesegyház látható, ami 1809-ben az első finn országgyűlés helyszíne volt. A székesegyház képe felett az 1809-es évszám olvasható. |             |                                                                  |            |                      |
| |             |                                                                  |            |                      |
| | Szlovákia   | A bársonyos forradalom kezdetének 20. évfordulója                | 1 millió   | 2009. november 10.   |
| Leírás: Az érmén egy stilizált harang látható, ami kulcsokból épül fel. Ez 1989. november 17-re utal, amikor a felvonulók megrázták a kulcscsomóikat. Ez volt a bársonyos forradalom kezdete. A harang képe felett a 17. NOVEMBER SLOBODA – DEMOKRACIA, alatta a SLOVENSKO felirat olvasható.  |             |                                                                  |            |                      |
| |             |                                                                  |            |                      |
| | Vatikán     | A Csillagászat Nemzetközi Éve                                    | 106 084    | 2009. november 18.   |
| Leírás: Az érmén Michelangelo Buonarroti Sixtus-kápolnában található freskójának részlete, A csillagok és a bolygók teremtése látható. Az érmén még több csillagászati műszer képe is megtalálható. Felül a CITTÀ DEL VATICANO, alul az ANNO INTERNAZIONALE DELL´ASTRONOMIA felirat olvasható. |             |                                                                  |            |                      |

## 2009-es közös kiadású emlékérme
| Kép | Ország        | Téma                                                                     | Darabszám  | Dátum                      |
| --- | ------------- | ------------------------------------------------------------------------ | ---------- | -------------------------- |
| | Európai Unió  | Az Európai Gazdasági és Monetáris Unió, valamint az euró 10. évfordulója | 82 510 038 | 2009. január 1–március 26. |
| Leírás: Az érmén egy stilizált emberi alak látható, amelynek az egyik keze meghosszabbodva az eurójel részét képezi. Az ábra felett a kibocsátó ország neve, alul pedig az EMU felirat olvasható az adott ország hivatalos nyelvén. Utóbbi után két évszám (1999–2009) olvasható. |               |                                                                          |            |                            |
| Kép | Ország        | Ország                                                                   | Darabszám  | Dátum                      |
| | Írország      | Írország                                                                 | 3 812 908  | 2009. január 1.            |
| Felirat (Teljes név): éıʀe, AEA (Aontas Eacnamaíochta Airgeadaíochta) |               |                                                                          |            |                            |
| |               |                                                                          |            |                            |
| | Ausztria      | Ausztria                                                                 | 5 millió   | 2009. január 2.            |
| Felirat (Teljes név): REPUBLIK ÖSTERREICH, WWU (Wirtschafts- und Währungsunion) |               |                                                                          |            |                            |
| |               |                                                                          |            |                            |
| | Görögország   | Görögország                                                              | 4 010 000  | 2009. január 2.            |
| Felirat (Teljes név): ΕΛΛΗΝΙΚΗ ΔΗΜΟΚΡΑΤΙΑ, ONE (Οικονομική και Νομισματική Ένωση) |               |                                                                          |            |                            |
| |               |                                                                          |            |                            |
| | Németország   | Németország                                                              | 30 565 630 | 2009. január 2.            |
| Felirat (Teljes név): BUNDESREPUBLIK DEUTSCHLAND, WWU (Wirtschafts- und Währungsunion) |               |                                                                          |            |                            |
| |               |                                                                          |            |                            |
| | Ciprus        | Ciprus                                                                   | 1 millió   | 2009. január 5.            |
| Felirat (Teljes név): KYΠPOΣ KIBRIS, ONE (Οικονομική και Νομισματική Ένωση) |               |                                                                          |            |                            |
| |               |                                                                          |            |                            |
| | Málta         | Málta                                                                    | 700 000    | 2009. január 5.            |
| Felirat (Teljes név): MALTA, UEM (Unjoni Ekonomika u Monetarja) |               |                                                                          |            |                            |
| |               |                                                                          |            |                            |
| | Portugália    | Portugália                                                               | 1 285 000  | 2009. január 5.            |
| Felirat (Teljes név): PORTUGAL, UEM (União Económica e Monetária) |               |                                                                          |            |                            |
| |               |                                                                          |            |                            |
| | Szlovénia     | Szlovénia                                                                | 1 millió   | 2009. január 5.            |
| Felirat (Teljes név): SLOVENIJA, EMU (Ekonomska in monetarna unija) |               |                                                                          |            |                            |
| |               |                                                                          |            |                            |
| | Hollandia     | Hollandia                                                                | 5 309 500  | 2009. január 7.            |
| Felirat (Teljes név): Nederland, EMU (economische en monetaire unie) |               |                                                                          |            |                            |
| |               |                                                                          |            |                            |
| | Szlovákia     | Szlovákia                                                                | 2,5 millió | 2009. január 7.            |
| Felirat (Teljes név): SLOVENSKO, HMÚ (Hospodárska a menová únia) |               |                                                                          |            |                            |
| |               |                                                                          |            |                            |
| | Finnország    | Finnország                                                               | 1,4 millió | 2009. január 15.           |
| Felirat: SUOMI FINLAND, 2009, EMU Peremfelirat: TALOUS – JA RAHALIITTO EMU |               |                                                                          |            |                            |
| |               |                                                                          |            |                            |
| | Luxemburg     | Luxemburg                                                                | 825 000    | 2009. január 15.           |
| Felirat (Teljes név): LËTZEBUERG, UEM (l’Union économique et monétaire) |               |                                                                          |            |                            |
| |               |                                                                          |            |                            |
| | Franciaország | Franciaország                                                            | 10 090 000 | 2009. január 23.           |
| Felirat (Teljes név): RÉPUBLIQUE FRANÇAISE, UEM (l’Union économique et monétaire) |               |                                                                          |            |                            |
| |               |                                                                          |            |                            |
| | Belgium       | Belgium                                                                  | 5 012 000  | 2009. január 27.           |
| Felirat (Teljes név): BELGIE–BELGIQUE–BELGIEN, EMU (Economic and Monetary Union) |               |                                                                          |            |                            |
| |               |                                                                          |            |                            |
| | Spanyolország | Spanyolország                                                            | 8 millió   | 2009. február 2.           |
| Felirat (Teljes név): ESPAÑA, UEM (Unión Económica y Monetaria) |               |                                                                          |            |                            |
| |               |                                                                          |            |                            |
| | Olaszország   | Olaszország                                                              | 2 millió   | 2009. március 26.          |
| Felirat (Teljes név): REPUBBLICA ITALIANA, UEM (l’unione economica e monetaria) |               |                                                                          |            |                            |

## 2010-ben kiadott emlékérmék
| Kép | Ország        | Téma                                                                                     | Darabszám  | Dátum                |
| --- | ------------- | ---------------------------------------------------------------------------------------- | ---------- | -------------------- |
| | Luxemburg     | Henrik luxemburgi nagyherceg címere                                                      | 529 500    | 2010. január 14.     |
| Leírás: Az érme bal oldalán Henrik luxemburgi nagyherceg jobbra néző képmása, mellette pedig a címere látható. A címer felett a kibocsátás éve, a nagyherceg arcképe alatt a LËTZEBUERG felirat olvasható. |               |                                                                                          |            |                      |
| |               |                                                                                          |            |                      |
| | Németország   | A brémai Városháza és a Roland-oszlop                                                    | 30 925 630 | 2010. január 29.     |
| Leírás: Az érmén a brémai Városháza, előtte a Roland-szobor látható. Utóbbi mellett a BREMEN felirat olvasható.                                                                                            |               |                                                                                          |            |                      |
| |               |                                                                                          |            |                      |
| | Spanyolország | Córdoba történelmi központja                                                             | 4 millió   | 2010. március 3.     |
| Leírás: Az érmén a córdobai nagymecset oszlopai láthatók. Azalatt az ESPAÑA 2010 felirat olvasható. |               |                                                                                          |            |                      |
| |               |                                                                                          |            |                      |
| | Szlovénia     | A ljubljanai Botanikus Kert 200. évfordulója                                             | 1 millió   | 2010. május 10.      |
| Leírás: Az érmén a Rebrinčevolistna Hladnikija nevű növény látható. Tőle balra a HLADNIKIA PASTINACIFOLIA, körülötte a SLOVENIJA 2010. 200 LET. BOTANIČNI VRT. LJUBLJANA felirat olvasható.                |               |                                                                                          |            |                      |
| |               |                                                                                          |            |                      |
| | Franciaország | A június 18-i felhívás                                                                   | 20 032 000 | 2010. május 25.      |
| Leírás: Az érmén Charles de Gaulle látható, aki a felhívás szövegét olvassa fel egy mikrofon előtt. A minta alsó részén az RF, felette a 70 ANS és az APPEL 18 JUIN feliratok olvashatók.                  |               |                                                                                          |            |                      |
| |               |                                                                                          |            |                      |
| | Belgium       | Az Európai Unió Tanácsának belga elnöksége                                               | 5 012 000  | 2010. június 11.     |
| Leírás: Az érmén az eu és a trio.be feliratok olvashatók stilizált betűkkel. Felül a BELGIAN PRESIDENCY OF THE COUNCIL OF THE EU 2010, alul a BELGIE BELGIQUE BELGIEN felirat látható.                     |               |                                                                                          |            |                      |
| |               |                                                                                          |            |                      |
| | Portugália    | A Portugál Köztársaság centenáriuma                                                      | 1 035 000  | 2010. szeptember 7.  |
| Leírás: Az érmén Portugália címere, előtte pedig egy, a köztársaságot jelképező nőalak látható. A minta körül a REPÚBLICA PORTUGUESA • 1910 • 2010 felirat olvasható.                                      |               |                                                                                          |            |                      |
| |               |                                                                                          |            |                      |
| | San Marino    | Sandro Botticelli halálának 500. évfordulója                                             | 130 000    | 2010. szeptember 7.  |
| Leírás: Az érmén Botticelli egyik híres festményének, a Tavasznak egy részlete, a három grácia egyikének arcképe látható. A minta bal oldalán a SAN MARINO felirat olvasható.                              |               |                                                                                          |            |                      |
| |               |                                                                                          |            |                      |
| | Olaszország   | Camillo Benso di Cavour születésének 200. évfordulója                                    | 4 millió   | 2010. szeptember 24. |
| Leírás: Az érmén Cavour jobbra néző képmása látható. Tőle balra a CAVOUR felirat és Olaszország monogramja (az R és az I betűk), jobbra pedig két évszám (1810 és 2010) olvasható.                         |               |                                                                                          |            |                      |
| |               |                                                                                          |            |                      |
| | Vatikán       | A Papok Éve                                                                              | 111 000    | 2010. október 12.    |
| Leírás: Az érmén egy pásztor látható, aki egy bárányt vesz ki egy oroszlán szájából. A minta felett a CITTÀ DEL VATICANO, alatta az ANNO SACERDOTALE felirat olvasható.                                    |               |                                                                                          |            |                      |
| |               |                                                                                          |            |                      |
| | Görögország   | A marathóni csata 25. centenáriuma                                                       | 2,5 millió | 2010. október 25.    |
| Leírás: Az érmén egy stilizált pajzs, rajta egy madár, előtte egy harcos látható. A minta körül a ΜΑΡΑΘΩΝΑΣ/2500 ΧΡΟΝΙΑ/490 Π.Χ./2010 Μ.Χ. és az ΕΛΛΗΝΙΚΗ ΔΗΜΟΚΡΑΤΙΑ feliratok olvashatók.                 |               |                                                                                          |            |                      |
| |               |                                                                                          |            |                      |
| | Finnország    | Az 1860-as rendelet, ami engedélyt adott Finnországnak bankjegyek és érmék kibocsátására | 1,6 millió | 2010. november 11.   |
| Leírás: Az érme bal oldalán a Finnország címeréről vett oroszlán, mellette pedig a kibocsátás éve látható. A jobb oldalon számok vannak, amik az érmék névértékeit jelképezik.                             |               |                                                                                          |            |                      |

## 2011-ben kiadott emlékérmék
| Kép | Ország        | Téma | Darabszám  | Dátum                |
| --- | ------------- | --- | ---------- | -------------------- |
| | Szlovákia     | A Visegrádi Együttműködés alapításának 20. évfordulója                                                        | 1 millió   | 2011. január 10.     |
| Leírás: Az érmén a Visegrádi Csoport négy tagjának (Lengyelországnak, Csehországnak, Szlovákiának és Magyarországnak) a térképe, valamint egy stilizált V IV felirat látható. Az ábrától jobbra a SLOVENSKO, balra a kibocsátás éve, a minta körül pedig a VYŠEHRADSKÁ SKUPINA • VISEGRAD GROUP 15. 2. 1991. felirat olvasható.         |               | |            |                      |
| |               | |            |                      |
| | Hollandia     | 500 éve publikálták Rotterdami Erasmus művét, A balgaság dicséretét                                           | 4 millió   | 2011. január 24.     |
| Leírás: Az érmén Erasmus látható, amint könyvét írja, tőle balra Beatrix királynő képmása van. Mellette a Beatrix Koningin der Nederlanden felirat olvasható. |               | |            |                      |
| |               | |            |                      |
| | Németország   | A kölni dóm                                                                                                   | 30 925 000 | 2011. január 28.     |
| Leírás: Az érmén a kölni dóm látható, alatta a NORDRHEIN-WESTFALEN felirat olvasható. |               | |            |                      |
| |               | |            |                      |
| | Luxemburg     | János luxemburgi nagyherceg édesanyja, Sarolta nagyhercegnő általi lieutenant-représentant-tá való kinevezése | 729 500    | 2011. február 3.     |
| Leírás: Az érmén Henrik luxemburgi nagyherceg, mögötte János nagyherceg, az ő arcképe mögött pedig Sarolta nagyhercegnő képmása látható. Alattuk a neveik (Henri, Jean és Charlotte), felettük a LËTZEBUERG felirat olvasható. |               | |            |                      |
| |               | |            |                      |
| | Spanyolország | Az Oroszlános-udvar az Alhambrában, Generalife és Albaicín Granadában                                         | 4 millió   | 2011. február 21.    |
| Leírás: Az érmén az alhambrai Oroszlános-udvar és az Oroszlános-kút látható. Alatta az ESPAÑA 2011 felirat olvasható. |               | |            |                      |
| |               | |            |                      |
| | Szlovénia     | Franc Rozman “Stane” születésének 100. évfordulója                                                            | 1 millió   | 2011. március 21.    |
| Leírás: Az érme Franc Rozman Stanét ábrázolja, alatta egy ötágú csillag van. Tőle jobbra a FRANC ROZMAN STANE 1911 1944 SLOVENIJA 2011 felirat olvasható. |               | |            |                      |
| |               | |            |                      |
| | Olaszország   | A Risorgimento 150. évfordulója                                                                               | 10 millió  | 2011. április 22.    |
| Leírás: Az érmén három olasz zászló látható, jelképezve a három évfordulót (1911, 1961 és 2011), valamint a generációk közti kapcsolatot. A zászlók felett a 150º DELL'UNITÀ D'ITALIA, mellettük Olaszország monogramja, az R és az I betűk, alattuk pedig az 1861 › 2011 › felirat olvasható.                                          |               | |            |                      |
| |               | |            |                      |
| | Belgium       | A nemzetközi nőnap első centenáriuma                                                                          | 5 013 500  | 2011. május 3.       |
| Leírás: Az érmén Isala Van Diest, az első belga orvosnő és Marie Popelin, az első belga ügyvédnő képmásai láthatók. Mögöttük a női nem jelölése, mellettük szakmáik szimbólumai (Aszklépiosz botja az orvoslás, valamint az igazságszolgáltatás mérlege a jogászat) vannak. Alattuk a neveik (I. VAN DIEST és M. POPELIN) olvashatók.   |               | |            |                      |
| |               | |            |                      |
| | Görögország   | A 2011-es Nyári Speciális Olimpiai Játékok Athénban                                                           | 1 millió   | 2011. május 30.      |
| Leírás: Az érmén a Játékok szimbóluma van, a Nap, "az élet forrása, ami kihangsúlyozza a sportolók kiválóságát és teljesítményét". Mellette a kiválóságot jelképező olajág, középen a teljesítményt szimbolizáló spirál látható. Jobbra fent a XIII Special Olympics W.S.G. Athens 2011, lent az ΕΛΛΗΝΙΚΗ ΔΗΜΟΚΡΑΤΙΑ felirat olvasható. |               | |            |                      |
| |               | |            |                      |
| | San Marino    | Giorgio Vasari születésének 500. évfordulója                                                                  | 130 000    | 2011. június 4.      |
| Leírás: Az érmén Vasari egyik festményének, a Judit és Holofernésznek egy részlete látható. Alatta az 1511–2011, balra a G. VASARI, jobbra a SAN MARINO felirat olvasható. |               | |            |                      |
| |               | |            |                      |
| | Franciaország | A Zene Világnapjának 30. évfordulója                                                                          | 10 030 000 | 2011. június 21.     |
| Leírás: Az érmén vidám emberek sokasága, felettük hangjegyek láthatók. A hangjegyek felett a Fête de la MUSIQUE 21 JUIN 2011 és a 30e ANNIVERSAIRE, alattuk az RF felirat olvasható. |               | |            |                      |
| |               | |            |                      |
| | Monaco        | II. Albert monacói herceg és Charlene Wittstock esküvője                                                      | 147 877    | 2011. július 2.      |
| Leírás: Az érmén Charlene Wittstock, mögötte II. Albert herceg balra néző képmása látható. Alattuk a MONACO 2011 felirat olvasható. |               | |            |                      |
| |               | |            |                      |
| | Portugália    | Fernão Mendes Pinto születésének 500. évfordulója                                                             | 520 000    | 2011. szeptember 15. |
| Leírás: Az érmén egy vitorlás hajó látható, alatta a hullámzó tengert feliratok jelképezik, amik utalnak Portugáliára, Lisszabonra, az utazó Peregrinação című könyvére, valamint Pinto úti céljaira. A két oldalon a két évszám (1511 és 2011), a hajó felett a FERNÃO MENDES PINTO felirat olvasható.                                 |               | |            |                      |
| |               | |            |                      |
| | Finnország    | A Finn Nemzeti Bank (Suomen Pankki) 200. évfordulója                                                          | 1,6 millió | 2011. október 17.    |
| Leírás: Az érmén egy énekes hattyú látható, ami Finnország nemzeti madara. A hattyú szárnya elválasztja egymástól a két évszámot (2011 és 1811). |               | |            |                      |
| |               | |            |                      |
| | Málta         | Az első képviselőválasztás 1849-ben                                                                           | 430 000    | 2011. október 17.    |
| Leírás: Az érme egy kezet ábrázol, ami éppen egy szavazatot tartalmazó lapot dob be egy urnába. A minta alatt a kibocsátás éve, felette a MALTA - First elected representatives 1849 felirat olvasható. |               | |            |                      |
| |               | |            |                      |
| | Vatikán       | A 26. Ifjúsági Világtalálkozó Madridban                                                                       | 106 000    | 2011. október 18.    |
| Leírás: Az érmén három fiatal látható, akik két zászlót és egy stilizált koronát tartanak. Felettük a XXVI G. M. G., alattuk a CITTÀ DEL VATICANO felirat olvasható. |               | |            |                      |

## 2012-ben kiadott emlékérmék
| Kép | Ország        | Téma                                                        | Darabszám | Dátum               |
| --- | ------------- | ----------------------------------------------------------- | --------- | ------------------- |
| | Németország   | Neuschwanstein kastély                                      | 30 millió | 2012. február 3.    |
| Leírás: Az érmén a Neuschwanstein-kastély látható, alatta a BAYERN felirat olvasható. |               |                                                             |           |                     |
| |               |                                                             |           |                     |
| | Luxemburg     | IV. Vilmos luxemburgi nagyherceg halálának 100. évfordulója | 700 000   | 2012. február 9.    |
| Leírás: Az érmén Henrik, mögötte IV. Vilmos nagyherceg jobbra néző képmása, valamint Luxembourg látképe van. Felettük a 2012 GRANDS-DUCS DE LUXEMBOURG, alattuk a neveik (HENRI és GUILLAUME IV), Vilmos neve alatt pedig az † 1912 felirat olvasható. |               |                                                             |           |                     |
| |               |                                                             |           |                     |
| | Spanyolország | A burgosi katedrális                                        | 8 millió  | 2012. március 1.    |
| Leírás: Az érmén a burgosi katedrális látható, felette az ESPAÑA 2012 felirat olvasható. |               |                                                             |           |                     |
| |               |                                                             |           |                     |
| | Belgium       | Az Erzsébet királyné Zenei Verseny 75. évfordulója          | 5 millió  | 2012. június 6.     |
| Leírás: Az érmén Erzsébet belga királyné balra néző profilképe, előtte pedig a monogramja (két E betű, egymással ellentétes irányban, felettük egy korona) látható. Felette az 1937-2012, alatta a QUEEN ELISABETH COMPETITION, mellette a BE felirat olvasható. |               |                                                             |           |                     |
| |               |                                                             |           |                     |
| | San Marino    | Az euróérmék és az euróbankjegyek 10. évfordulója           | 130 000   | 2012. június 19.    |
| Leírás: Az érme mintája megegyezik a közös kiadású emlékérme mintájával, vagyis az ábra közepén az eurójel látható, körülötte építmények vannak, amelyek kifejezik az euró fontosságát: a pénzügyi világban (EKB-torony), a kereskedelemben (hajók), az iparban (gyárak), az energiaellátásban és a kutatás-fejlesztésben (szélerőművek). Az ábra felett a SAN MARINO, alul pedig a 2002-2012 felirat olvasható. |               |                                                             |           |                     |
| |               |                                                             |           |                     |
| | Portugália    | Guimarães, Európa kulturális fővárosa                       | 520 000   | 2012. június 21.    |
| Leírás: Az érmén az első portugál király, Afonso Henriques stilizált arcképe, kardja, valamint Guimarães vára látható. Az ábrától balra Portugália címere, alatta a PORTUGAL, a vár képe alatt a GUIMARÃES 2012 felirat olvasható, azalatt az Európa Kulturális Fővárosa-logó van. |               |                                                             |           |                     |
| |               |                                                             |           |                     |
| | Franciaország | Pierre abbé születésének 100. évfordulója                   | 1 millió  | 2012. június 24.    |
| Leírás: Az érmén Pierre abbé képmása, mellette alapítványának logója, azalatt a kibocsátás éve látható. A logó egy mikroírásból áll: Et les autres?, ami Pierre abbé mottója volt. Bal oldalon az RF, az ábra felett a Centenaire de la naissance de l’abbé Pierre felirat olvasható. |               |                                                             |           |                     |
| |               |                                                             |           |                     |
| | Monaco        | A monacói szuverenitás kinyilvánításának 500. évfordulója   | 110 000   | 2012. július 1.     |
| Leírás: Az érmén Lucien herceg balra néző képmása látható. Mellette a LUCIEN Ier, felette az 1512 SOUVERAINETÉ DE MONACO 2012 felirat olvasható. |               |                                                             |           |                     |
| |               |                                                             |           |                     |
| | Olaszország   | Giovanni Pascoli halálának 100. évfordulója                 | 15 millió | 2012. július 18.    |
| Leírás: Az érmén Giovanni Pascoli arcképe látható. Kétoldalt a két évszám (1912 és 2012), jobbra Olaszország monogramja, az R és az I betűk, alatta a G. PASCOLI felirat olvasható. |               |                                                             |           |                     |
| |               |                                                             |           |                     |
| | Málta         | 1887-es többségi képviselet                                 | 455 000   | 2012. augusztus 20. |
| Leírás: Az érmén nyolc ember látható a vallettai parlament előtt. Felül a MALTA – Majority Representation 1987 felirat olvasható. |               |                                                             |           |                     |
| |               |                                                             |           |                     |
| | Finnország    | Helene Schjerfbeck 150 éve                                  | 2 millió  | 2012. október 5.    |
| Leírás: Az érmén a festőnő stilizált önarcképe látható. Tőle balra a neve és a kibocsátás éve, jobbra születésének és halálának évszámai (1862-1946) olvashatók. |               |                                                             |           |                     |
| |               |                                                             |           |                     |
| | Vatikán       | A Családok 7. Világtalálkozója Milánóban                    | 115 000   | 2012. október 16.   |
| Leírás: Az érmén egy család látható a milánói dóm előtt. Felettük a CITTÀ DEL VATICANO, alattuk a VII INCONTRO MONDIALE DELLE FAMIGLIE felirat olvasható. |               |                                                             |           |                     |
| |               |                                                             |           |                     |
| | Luxemburg     | Vilmos trónörökös és Stéphanie de Lannoy esküvője           | 512 000   | 2012. december 19.  |
| Leírás: Az érmén Vilmos trónörökös, mögötte Stéphanie de Lannoy, valamint Henrik nagyherceg látható. Alattuk a PRËNZENHOCHZÄIT LËTZEBUERG 2012 felirat olvasható. |               |                                                             |           |                     |

## 2012-es közös kiadású emlékérme
| Kép | Ország        | Téma                                              | Darabszám  | Dátum                      |
| --- | ------------- | ------------------------------------------------- | ---------- | -------------------------- |
| | Európai Unió  | Az euróérmék és az euróbankjegyek 10. évfordulója | 90 146 867 | 2012. január 2–március 30. |
| Leírás: Az érme mintájának közepén az eurójel látható. Körülötte építmények vannak, amelyek kifejezik az euró fontosságát: a pénzügyi világban (EKB-torony), a kereskedelemben (hajók), az iparban (gyárak), az energiaellátásban és a kutatás-fejlesztésben (szélerőművek). Az ábra felett a kibocsátó ország neve jelenik meg az adott ország nemzeti nyelvén, alul pedig a 2002-2012 felirat olvasható. |               |                                                   |            |                            |
| Kép | Ország        | Ország                                            | Darabszám  | Dátum                      |
| | Ausztria      | Ausztria                                          | 11 millió  | 2012. január 2.            |
| Felirat: REPUBLIK ÖSTERREICH |               |                                                   |            |                            |
| |               |                                                   |            |                            |
| | Észtország    | Észtország                                        | 2 millió   | 2012. január 2.            |
| Felirat: EESTI |               |                                                   |            |                            |
| |               |                                                   |            |                            |
| | Németország   | Németország                                       | 31 065 000 | 2012. január 2.            |
| Felirat: BUNDESREPUBLIK DEUTSCHLAND |               |                                                   |            |                            |
| |               |                                                   |            |                            |
| | Görögország   | Görögország                                       | 1 millió   | 2012. január 2.            |
| Felirat: ΕΛΛΗΝΙΚΗ ΔΗΜΟΚΡΑΤΙΑ |               |                                                   |            |                            |
| |               |                                                   |            |                            |
| | Szlovákia     | Szlovákia                                         | 1 millió   | 2012. január 2.            |
| Felirat: SLOVENSKO |               |                                                   |            |                            |
| |               |                                                   |            |                            |
| | Spanyolország | Spanyolország                                     | 4 millió   | 2012. január 2.            |
| Felirat: ESPAÑA |               |                                                   |            |                            |
| |               |                                                   |            |                            |
| | Írország      | Írország                                          | 1 354 867  | 2012. január 3.            |
| Felirat: ÉIRE |               |                                                   |            |                            |
| |               |                                                   |            |                            |
| | Szlovénia     | Szlovénia                                         | 1 millió   | 2012. január 3.            |
| Felirat: SLOVENIJA |               |                                                   |            |                            |
| |               |                                                   |            |                            |
| | Franciaország | Franciaország                                     | 10 020 000 | 2012. január 5.            |
| Felirat: RÉPUBLIQUE FRANÇAISE |               |                                                   |            |                            |
| |               |                                                   |            |                            |
| | Finnország    | Finnország                                        | 1 500 000  | 2012. január 12.           |
| Felirat: SUOMI FINLAND |               |                                                   |            |                            |
| |               |                                                   |            |                            |
| | Belgium       | Belgium                                           | 5 022 000  | 2012. január 30.           |
| Felirat: BE |               |                                                   |            |                            |
| |               |                                                   |            |                            |
| | Luxemburg     | Luxemburg                                         | 535 000    | 2012. január 31.           |
| Felirat: LËTZEBUERG |               |                                                   |            |                            |
| |               |                                                   |            |                            |
| | Ciprus        | Ciprus                                            | 1 millió   | 2012. február 13.          |
| Felirat: ΚΥΠΡΟΣ KIBRIS |               |                                                   |            |                            |
| |               |                                                   |            |                            |
| | Hollandia     | Hollandia                                         | 3 500 000  | 2012. február 13.          |
| Felirat: NEDERLAND |               |                                                   |            |                            |
| |               |                                                   |            |                            |
| | Portugália    | Portugália                                        | 520 000    | 2012. február 24.          |
| Felirat: PORTUGAL |               |                                                   |            |                            |
| |               |                                                   |            |                            |
| | Olaszország   | Olaszország                                       | 15 millió  | 2012. március 20.          |
| Felirat: REPUBBLICA ITALIANA |               |                                                   |            |                            |
| |               |                                                   |            |                            |
| | Málta         | Málta                                             | 500 000    | 2012. március 30.          |
| Felirat: MALTA |               |                                                   |            |                            |

## 2013-ban kiadott emlékérmék
| Kép | Ország        | Téma                                                                  | Darabszám  | Dátum                |
| --- | ------------- | --------------------------------------------------------------------- | ---------- | -------------------- |
| | Németország   | Az Elysée-szerződés 50. éve                                           | 11 millió  | 2013. január 22.     |
| Leírás: Az érme bal oldalán Charles de Gaulle, jobb oldalán Konrad Adenauer képmása látható. Felettük a TRAITÉ DE L’ÉLYSÉE, alattuk az ÉLYSÉE-VERTRAG, közöttük az 50 ANS JAHRE 2013 felirat olvasható. |               |                                                                       |            |                      |
| |               |                                                                       |            |                      |
| | Franciaország | Az Elysée-szerződés 50. éve                                           | 10 020 000 | 2013. január 22.     |
| Leírás: Az érme bal oldalán Charles de Gaulle, jobb oldalán Konrad Adenauer képmása látható. Felettük a TRAITÉ DE L’ÉLYSÉE, alattuk az ÉLYSÉE-VERTRAG, közöttük az 50 ANS JAHRE 2013 felirat olvasható. |               |                                                                       |            |                      |
| |               |                                                                       |            |                      |
| | Németország   | A maulbronni kolostoregyüttes                                         | 30 millió  | 2013. február 1.     |
| Leírás: Az érmén a maulbronni kolostoregyüttes, bal oldalon az 1878-ban felújított szökőkút látható. Alatta a BADEN-WÜRTTEMBERG felirat olvasható. |               |                                                                       |            |                      |
| |               |                                                                       |            |                      |
| | Szlovénia     | A Postojna-barlang felfedezésének 800. évfordulója                    | 1 millió   | 2013. február 4.     |
| Leírás: Az érmén a barlang stilizált képe egy spirál formájában, két cseppkőoszloppal jelenik meg. Tőle balra a POSTOJNSKA JAMA · 1213 - 2013 · SLOVENIJA felirat olvasható. |               |                                                                       |            |                      |
| |               |                                                                       |            |                      |
| | Hollandia     | Beatrix holland királynő és Vilmos Sándor holland királyi herceg      | 20 millió  | 2013. február 7.     |
| Leírás: Az érmén Beatrix királynő, mögötte Vilmos Sándor herceg balra néző képmása látható. Balra a WILLEM-ALEXANDER PRINS VON ORANJE, jobbra a BEATRIX KONINGIN DER NEDERLANDEN felirat, alul a 28 JANUARI 2013 dátum olvasható.                                                                           |               |                                                                       |            |                      |
| |               |                                                                       |            |                      |
| | Spanyolország | A San Lorenzo de El Escorial-i királyi kolostor Madridban             | 8 millió   | 2013. március 2.     |
| Leírás: Az érmén a királyi kolostor látható. Felette a kibocsátás éve és az ESPAÑA felirat olvasható. |               |                                                                       |            |                      |
| |               |                                                                       |            |                      |
| | Olaszország   | Giuseppe Verdi születésének 200. évfordulója                          | 10 millió  | 2013. május 20.      |
| Leírás: Az érmén Verdi arcképe látható. Alatta a G. VERDI felirat, balra Olaszország monogramja, az R és az I betűk, a zeneszerző képmásának két oldalán a két évszám (1813 és 2013) olvashatók. |               |                                                                       |            |                      |
| |               |                                                                       |            |                      |
| | Franciaország | Pierre de Coubertin születésének 150. évfordulója                     | 1 020 000  | 2013. június 3.      |
| Leírás: Az érme jobb oldalán Coubertin arcképe, tőle balra az olimpiai öt karikára emlékeztető körök, valamint sportolók láthatók. Coubertin arcképe felett a PIERRE DE COUBERTIN, az egyik körben pedig az RF 2013 felirat olvasható.                                                                      |               |                                                                       |            |                      |
| |               |                                                                       |            |                      |
| | Vatikán       | Sede vacante                                                          | 125 000    | 2013. június 3.      |
| Leírás: Az érmén Tarcisio Pietro Evasio Bertone camerlengo címere látható. Balra a CITTÀ DEL VATICANO, jobbra a SEDE VACANTE MMXIII felirat olvasható. |               |                                                                       |            |                      |
| |               |                                                                       |            |                      |
| | Monaco        | Az ENSZ-hez való csatlakozás 20. évfordulója                          | 1 249 131  | 2013. június 17.     |
| Leírás: Az érmén egy galamb, csőrében olajággal, tőle jobbra a kontinensek felülnézetből láthatók. Felettük a kibocsátó ország neve, alattuk az 1993 • ADMISSION À L’ONU • 2013 felirat olvasható. |               |                                                                       |            |                      |
| |               |                                                                       |            |                      |
| | Portugália    | A portói Torre dos Clérigos 250. évfordulója                          | 525 000    | 2013. június 20.     |
| Leírás: Az érmén a Torre dos Clérigos, tőle jobbra Portugália címere, alatta a PORTUGAL felirat, felette egy híd látható. Felül a 250 ANOS TORRE DOS CLÉRIGOS - 2013 felirat olvasható. |               |                                                                       |            |                      |
| |               |                                                                       |            |                      |
| | Málta         | Az első máltai Önkormányzat létrehozása 1921-ben                      | 542 500    | 2013. június 24.     |
| Leírás: Az érmén emberek egy csoportja, előttük pedig Málta térképe látható. Alul a kibocsátás éve, jobbra fent a MALTA - Self-government 1921 felirat olvasható. |               |                                                                       |            |                      |
| |               |                                                                       |            |                      |
| | Szlovákia     | A bizánci advent 1150. évfordulója                                    | 1 millió   | 2013. július 5.      |
| Leírás: Az érmén Szent Cirill és Szent Metód láthatók. Felettük a neveik szlovákul (KONŠTANTÍN és METOD), alattuk a SLOVENSKO • 863 • 2013 felirat olvasható. |               |                                                                       |            |                      |
| |               |                                                                       |            |                      |
| | Olaszország   | Giovanni Boccaccio születésének 700. évfordulója                      | 10 millió  | 2013. július 25.     |
| Leírás: Az érmén Boccaccio arcképe látható. Tőle jobbra Olaszország monogramja, az R és az I betűk, alul pedig a BOCCACCIO 1313 2013 felirat olvasható. |               |                                                                       |            |                      |
| |               |                                                                       |            |                      |
| | Finnország    | Az 1863-as parlament 150. évfordulója, a parlamenti ülések megkezdése | 1 millió   | 2013. szeptember 4.  |
| Leírás: Az érme közepén az 1863-as évszám látható, melyben a 6-os szám egy növény szárává alakul. Az ábra alatt, körben a SUOMI • FINLAND 2013 felirat olvasható. |               |                                                                       |            |                      |
| |               |                                                                       |            |                      |
| | San Marino    | Pinturicchio halálának 500. évfordulója                               | 115 000    | 2013. szeptember 13. |
| Leírás: Az érmén Pinturicchio Jézus az orvosok között című freskójának részlete látható. Alul a kibocsátó ország neve, felül a PINTURICCHIO 1513 2013 felirat olvasható. |               |                                                                       |            |                      |
| |               |                                                                       |            |                      |
| | Belgium       | A belga Királyi Meteorológiai Intézet 100 éve                         | 2 010 000  | 2013. szeptember 18. |
| Leírás: Az érmén egy 100-as szám, mögötte izobárvonalak láthatók. Az első 0 egy felhőt szimbolizál, amiből eső esik. Ebben olvasható a KMI IRM felirat is. A második 0 a Napot, ezáltal a napsütést jelképezi.                                                                                              |               |                                                                       |            |                      |
| |               |                                                                       |            |                      |
| | Görögország   | A Platón Akadémia alapításának 2400. évfordulója                      | 754 000    | 2013. október 1.     |
| Leírás: Az érmén Platón balra néző képmása látható. Tőle balra a 2400 ΧΡΟΝΙΑ ΑΠΟ ΤΗΝ ΙΔΡΥΣΗ ΤΗΣ ΑΚΑΔΗΜΙΑΣ ΠΛΑΤΩΝΟΣ és az ΕΛΛΗΝΙΚΗ ΔΗΜΟΚΡΑΤΙΑ feliratok, jobbra pedig a kibocsátás éve olvasható. |               |                                                                       |            |                      |
| |               |                                                                       |            |                      |
| | Görögország   | Kréta és Görögország uniójának 100. évfordulója                       | 754 000    | 2013. október 1.     |
| Leírás: Az érmén három férfi látható, akik egy korabeli görög zászlót lengetnek. Tőlük jobbra és balra olajágak találhatók. Az ábra felett az ΕΛΛΗΝΙΚΗ ΔΗΜΟΚΡΑΤΙΑ, alatta a 100 ΧΡΟΝΙΑ ΑΠΟ ΤΗΝ ΕΝΩΣΗ ΤΗΣ ΚΡΗΤΗΣ ΜΕ ΤΗΝ ΕΛΛΑΔΑ, jobbra pedig az 1913-2013 felirat olvasható.                                 |               |                                                                       |            |                      |
| |               |                                                                       |            |                      |
| | Vatikán       | A 28. Ifjúsági Világtalálkozó Rio de Janeiro-ban                      | 94 000     | 2013. október 15.    |
| Leírás: Az érmén öt serdülő látható a riói Krisztus-szobor előtt. Az ábra felett a XXVIII G.M.G. CITTÀ DEL VATICANO RIO 2013 felirat olvasható. |               |                                                                       |            |                      |
| |               |                                                                       |            |                      |
| | Luxemburg     | Luxemburg himnusza                                                    | 719 500    | 2013. október 16.    |
| Leírás: Az érme jobb oldalán Henrik luxemburgi nagyherceg balra néző képmása, tőle balra a nagyhercegség himnuszának kottája és dalszövege látható. A kotta felett az Ons Heemecht, alul a LËTZEBUERG 2013 felirat olvasható.                                                                               |               |                                                                       |            |                      |
| |               |                                                                       |            |                      |
| | Finnország    | Frans Eemil Sillanpää születésének 125. évfordulója                   | 1 500 000  | 2013. november 4.    |
| Leírás: Az érmén Sillanpää arcképe látható, tőle balra és jobbra születésének és halálának évszáma (1888 és 1964), és a kibocsátás éve látható. Felette az F. E. SILLANPÄÄ felirat olvasható. |               |                                                                       |            |                      |
| |               |                                                                       |            |                      |
| | Hollandia     | A Holland Királyság 200. évfordulója                                  | 3 500 000  | 2013. november 25.   |
| Leírás: Az érmén egy karikatúra látható, amely Vilmos Sándor holland király és Beatrix volt holland királynő körvonalait ábrázolja, egymásba fonódva, felváltva. A karikatúra felett a WILLEM-ALEXANDER KONING DER NEDERLANDEN, balra a 200 JAAR KONINKRIJK felirat, alul pedig a kibocsátás éve olvasható. |               |                                                                       |            |                      |

## 2014-ben kiadott emlékérmék
| Kép | Ország        | Téma                                                          | Darabszám  | Dátum                         |
| --- | ------------- | ------------------------------------------------------------- | ---------- | ----------------------------- |
| | Luxemburg     | A luxemburgi függetlenség kikiáltásának 175. évfordulója      | 519 500    | 2014. január 6.               |
| Leírás: A mintában látható vonalak három részre osztják az érmét: az alsó részben az ONOFHÄNGEGKEET 175 Joër, a bal felső részben pedig az 1839 2014 LËTZEBUERG felirat olvasható, a jobb felső részben Henrik nagyherceg jobbra néző képmása látható. |               |                                                               |            |                               |
| |               |                                                               |            |                               |
| | Németország   | A Szent Mihály-templom Hildesheimben                          | 30 824 300 | 2014. február 7.              |
| Leírás: Az érmén a hildesheimi Szent Mihály-templom látható, alatta a NIEDERSACHSEN felirat és egy D betű, felette a kibocsátás éve olvasható. |               |                                                               |            |                               |
| |               |                                                               |            |                               |
| | Spanyolország | Antoni Gaudí munkái – Güell park                              | 8 094 000  | 2014. február 7.              |
| Leírás: Az érmén a Güell park két nevezetessége látható: előtérben a szalamandrás kút, háttérben pedig a főbejárat tornya. Tőle balra az ESPAÑA felirat és a kiadás éve, jobbra a király monogramja és a PARK GÜELL - GAUDÍ felirat olvasható. |               |                                                               |            |                               |
| |               |                                                               |            |                               |
| | Olaszország   | A Karabélyosok hadtestének 200. évfordulója                   | 6 525 000  | 2014. március 25.             |
| Leírás: Az érmén két csendőr látható, korabeli öltözetben. Tőlük jobbra Olaszország monogramja (az R és az I betűk) és a kibocsátás éve, alattuk a CARABINIERI felirat, balra pedig a szervezet alapításának éve (1814) olvasható. |               |                                                               |            |                               |
| |               |                                                               |            |                               |
| | Szlovákia     | A szlovák EU-tagság 10. évfordulója                           | 1 millió   | 2014. április 1.              |
| Leírás: Az érmén az Európai Unió szlovák nevének rövidítése (EÚ), az Ú betűben pedig a szlovák címer látható. Tőle jobbra az 1. 5. 2004 2014, alul a SLOVENSKO, felül a 10. VÝROČIE VSTUPU DO EURÓPSKEJ ÚNIE felirat olvasható. |               |                                                               |            |                               |
| |               |                                                               |            |                               |
| | Portugália    | A Szegfűs Forradalom 40. évfordulója                          | 525 000    | 2014. április 23.             |
| Leírás: Az érmén két gömb látható, jelképezve a szemben álló feleket, felettük pedig Portugália címere helyezkedik el. A címer felett a PORTUGAL, alatta a 25 DE ABRIL és a 40 ANOS 2014 felirat olvasható. |               |                                                               |            |                               |
| |               |                                                               |            |                               |
| | Belgium       | Az első világháború kezdetének 100. évfordulója               | 1 750 000  | 2014. május 12.               |
| Leírás: Az érmén egy virág látható, alatta a 2014-18 The Great War Centenary, felette a BELGIE-BELGIQUE-BELGIEN felirat olvasható. |               |                                                               |            |                               |
| |               |                                                               |            |                               |
| | Hollandia     | Vilmos Sándor holland király és Beatrix volt holland királynő | 5 291 000  | 2014. május 22.               |
| Leírás: Az érmén Vilmos Sándor, mögötte Beatrix jobbra néző arcképe látható. Körülöttük a WILLEM-ALEXANDER KONING DER NEDERLANDEN, a BEATRIX PRINSES DER NEDERLANDEN feliratok és a kibocsátás éve olvasható. |               |                                                               |            |                               |
| |               |                                                               |            |                               |
| | Málta         | Függetlenség az Egyesült Királyságtól 1964-ben                | 432 500    | 2014. június 3./október 29.   |
| Leírás: Az érmén egy nőalak látható, amint a máltai zászlót lengeti. Alul a kiadás éve, jobbra fent pedig a MALTA – Independence 1964 felirat olvasható. |               |                                                               |            |                               |
| |               |                                                               |            |                               |
| | Franciaország | A D-Nap 70. évfordulója                                       | 3 020 000  | 2014. június 11.              |
| Leírás: Az érmét a minta három részre osztja: a felső részben az 1944 - 2014 D DAY RF, alatta a 70° ANNIVERSAIRE DU DÉBARQUEMENT feliratok olvashatók. A középső részben lábnyomok láthatók a homokban, alattuk pedig, az alsó részben egy idézet olvasható: Les sanglots longs des violons de l’automne blessent mon coeur d’une langueur monotone. |               |                                                               |            |                               |
| |               |                                                               |            |                               |
| | Finnország    | Tove Jansson születésének 100. évfordulója                    | 1 500 000  | 2014. június 16.              |
| Leírás: Az érmén Tove Jansson arcképének karikatúrája és aláírása látható. A portrétól jobbra a kibocsátás éve, alatta pedig az író- és festőnő születésének és halálának évszáma (1914–2001) olvasható. |               |                                                               |            |                               |
| |               |                                                               |            |                               |
| | Olaszország   | Galileo Galilei születésének 450. évfordulója                 | 6 500 000  | 2014. június 17./november 21. |
| Leírás: Az érmén Galilei arcképe, tőle jobbra egy távcső, balra pedig Olaszország monogramja (az R és az I betűk) látható. A portré felett a GALILEO GALILEI, alatta pedig az 1564 • 2014 felirat olvasható. |               |                                                               |            |                               |
| |               |                                                               |            |                               |
| | San Marino    | Donato Bramante halálának 500. évfordulója                    | 114 000    | 2014. június 23.              |
| Leírás: Az érmén Bramante balra néző arcképe, mellette a Tempietto di Bramante látható félig ábrázolva. Az ábrák mellett a két évszám (1514 és 2014), körülöttük pedig a BRAMANTE LAZZARI DELLE PENNE DI SAN MARINO felirat olvasható. |               |                                                               |            |                               |
| |               |                                                               |            |                               |
| | Málta         | A Máltai Rendőrség megalakulásának 200. évfordulója           | 300 000    | 2014. július 16.              |
| Leírás: Az érmén a Máltai Rendőrség címere látható. Felette a 200 YEARS • MALTA POLICE FORCE, alatta pedig az 1814 - 2014 felirat olvasható. |               |                                                               |            |                               |
| |               |                                                               |            |                               |
| | Lettország    | Riga, Európa kulturális fővárosa 2014-ben                     | 1 005 000  | 2014. augusztus 12.           |
| Leírás: Az érmén a Daugava partján elterülő Riga óvárosának néhány épülete (Szent János-templom, Szent Jakab-katedrális, a rigai vár Három Csillag-tornya, Szent Péter-templom és a rigai katedrális) látható. Felettük az EIROPAS KULTŪRAS GALVASPILSĒTA, alattuk a RĪGA - 2014 LV feliratok olvashatók. |               |                                                               |            |                               |
| |               |                                                               |            |                               |
| | Belgium       | A Belga Vöröskereszt 150. évfordulója                         | 287 500    | 2014. szeptember 18.          |
| Leírás: Az érmén a szervezet jelképének számító kereszt, alatta az ország kétbetűs kódja (BE) és a kiadás éve látható. A kereszt közepén a 150-es szám, körülötte függőlegesen a szervezet neve hollandul (RODE KRUIS), míg vízszintesen franciául (CROIX ROUGE) olvasható. |               |                                                               |            |                               |
| |               |                                                               |            |                               |
| | Görögország   | El Greco halálának 400. évfordulója                           | 754 000    | 2014. szeptember 24.          |
| Leírás: Az érmén két portré látható a festőről. A portrék körül az ΕΛΛΗΝΙΚΗ ΔΗΜΟΚΡΑΤΙΑ, a ΔΟΜΗΝΙΚΟΣ ΘΕΟΤΟΚΟΠΟΥΛΟΣ 1541-1614 feliratok, illetve a kibocsátás éve és egy kézírásos szövegrészlet olvasható. |               |                                                               |            |                               |
| |               |                                                               |            |                               |
| | Görögország   | A Jón-szigetek Görögországgal való uniójának 150. évfordulója | 754 000    | 2014. szeptember 24.          |
| Leírás: Az érmén látható hétágú csillag a szigetcsoport hét szigetét jelképezi, körülötte az egyes szigetekre jellemző motívumok, tárgyak láthatók (Korfut egy ókori hajó, Zákinthoszt Apollón tripusza, Ithákit Odüsszeusz portréja, Paxít Poszeidón háromágú szigonya, Kíthirát Aphrodité születése, Lefkádát Apollón hárfája, Kefalloniát pedig Kephalosz vadászkutyájával és lándzsájával) jelképezi. A csillagban a 150 ΧΡΟΝΙΑ ΑΠΟ ΤΗΝ ΕΝΩΣΗ ΤΩΝ ΕΠΤΑΝΗΣΩΝ ΜΕ ΤΗΝ ΕΛΛΑΔΑ 1864-2014 ΕΛΛΗΝΙΚΗ ΔΗΜΟΚΡΑΤΙΑ felirat olvasható. |               |                                                               |            |                               |
| |               |                                                               |            |                               |
| | San Marino    | Giacomo Puccini halálának 90. évfordulója                     | 100 000    | 2014. szeptember 29.          |
| Leírás: Az érmén Giacomo Puccini arcképe látható. Tőle balra a G. PUCCINI, jobbra a kibocsátó ország neve, a portré alatt pedig a kibocsátás éve olvasható. |               |                                                               |            |                               |
| |               |                                                               |            |                               |
| | Vatikán       | A berlini fal lebontásának 25. évfordulója                    | 103 000    | 2014. október 14.             |
| Leírás: Az érmén a Brandenburgi kapu, egy olajág, szögesdrót és téglák láthatók. A téglákban az XXV ANNIVERSARIO DEL CROLLO DEL MURO DI BERLINO 1989 2014, a minta felett pedig a CITTÀ DEL VATICANO felirat olvasható. |               |                                                               |            |                               |
| |               |                                                               |            |                               |
| | Portugália    | A Családi Gazdálkodás Nemzetközi Éve                          | 520 000    | 2014. október 31.             |
| Leírás: Az érmén mezőgazdasági eszközök (gereblye, kapa, ásó) és különféle termények (gabonafélék, gyümölcsök, zöldségek) láthatók. Jobbra fent a PORTUGAL 2014, balra pedig az AGRICULTURA FAMILIAR felirat olvasható. |               |                                                               |            |                               |
| |               |                                                               |            |                               |
| | Luxemburg     | János nagyherceg trónra lépésének 50. évfordulója             | 510 000    | 2014. november 6.             |
| Leírás: Az érmén János és Henrik nagyherceg balra néző képmása, felettük egy stilizált korona látható. Alattuk a kibocsátás éve és neveik franciául (Jean és Henri), János arcképe felett trónra lépésének éve (1964), felül félkörben pedig az 50e ANNIVERSAIRE DE L’ACCESSION AU TRÔNE DU GRAND-DUC JEAN felirat olvasható. |               |                                                               |            |                               |
| |               |                                                               |            |                               |
| | Finnország    | Ilmari Tapiovaara születésének 100. évfordulója               | 1 millió   | 2014. november 10.            |
| Leírás: Az érme jobb oldalán egy Tapiovaara által tervezett szék lába látható. Mellette jobbra a kibocsátás éve, balra pedig körben az ILMARI TAPIOVAARA 1914 - 1999 felirat olvasható. |               |                                                               |            |                               |
| |               |                                                               |            |                               |
| | Szlovénia     | Cillei Borbála koronázásának 600. évfordulója                 | 1 millió   | 2014. november 17.            |
| Leírás: Az érmén Cillei Borbála képmása és két hatágú csillag látható. Balra a SLOVENIJA, jobbra a BARBARA CELJSKA 1414 - 2014 felirat olvasható. |               |                                                               |            |                               |
| |               |                                                               |            |                               |
| | Franciaország | Az AIDS világnapja                                            | 3 millió   | 2014. november 24.            |
| Leírás: Az érmén három szalag látható, ami az AIDS elleni küzdelem jelképe. Az első szalagban a JOURNÉE MONDIALE, a harmadikban a CONTRE LE SIDA, a középső szalag alatt az RF 2014, felette pedig az 1er DÉCEMBRE felirat olvasható. Az első és a harmadik szalag felett egy V látható, utalva a victoire (magyarul: győzelem) szóra. |               |                                                               |            |                               |
| |               |                                                               |            |                               |
| | Spanyolország | VI. Fülöp trónra lépése                                       | 12 millió  | 2014. december 10.            |
| Leírás: Az érmén VI. Fülöp, mögötte I. János Károly balra néző képmása látható. Alattuk az ESPAÑA - 2014 felirat olvasható. |               |                                                               |            |                               |

## 2015-ben kiadott emlékérmék
| Kép | Ország        | Téma                                                                       | Darabszám   | Dátum                |
| --- | ------------- | -------------------------------------------------------------------------- | ----------- | -------------------- |
| | Franciaország | 70 éve béke és biztonság Európában                                         | 4 020 500   | 2015. január 30.     |
| Leírás: Az érmén egy repülő békegalamb látható olajággal a csőrében. Az olajág tizenkét levele tizenkét csillagot formáz, utalva az Európai Unió jelképének számító tizenkét csillagra. Az érme alsó részén Franciaország rövidítése (RF), felső részén az Európai Unió összes tagállamának kétbetűs kódja az angol ábécé szerinti sorrendben (AT·BE·BG·CY·CZ·DE·DK·EE·EL·ES·FI·FR·HR·HU·IE·IT·LT·LU·LV·MT·NL·PL·PT·RO·SE·SI·SK·UK), jobb oldalon pedig a kibocsátás éve olvasható. |               |                                                                            |             |                      |
| |               |                                                                            |             |                      |
| | Németország   | A Szent Pál-templom Frankfurtban                                           | 30 765 000  | 2015. január 30.     |
| Leírás: Az érmén a frankfurti Szent Pál-templom látható, alatta a HESSEN felirat, az ábrától balra a kiadás éve olvasható. |               |                                                                            |             |                      |
| |               |                                                                            |             |                      |
| | Németország   | Németország újraegyesítésének 25. évfordulója                              | 30,5 millió | 2015. január 30.     |
| Leírás: Az érmén ünneplő emberek tömege látható a Brandenburgi kapu előtt. Balra fent a 25 JAHRE DEUTSCHE EINHEIT 2015 felirat olvasható, jobbra fent pedig a WIR SIND EIN VOLK felirat látható háromszor. |               |                                                                            |             |                      |
| |               |                                                                            |             |                      |
| | Spanyolország | Az Altamira-barlang és Észak-Spanyolország paleolitikus barlangi művészete | 4 millió    | 2015. február 2.     |
| Leírás: Az érmén a barlang leghíresebb bölényábrázolása látható. Felette az ESPAÑA, alatta pedig a kibocsátás éve olvasható. |               |                                                                            |             |                      |
| |               |                                                                            |             |                      |
| | Lettország    | Az Európai Unió Tanácsának lett elnöksége                                  | 1 025 000   | 2015. február 10.    |
| Leírás: Az érmén a lett elnökség hivatalos logója látható. Felette a LATVIJAS PREZIDENTŪRA ES PADOMĒ, alatta az EU2015.LV felirat olvasható. |               |                                                                            |             |                      |
| |               |                                                                            |             |                      |
| | Finnország    | Jean Sibelius születésének 150. évfordulója                                | 1 millió    | 2015. február 18.    |
| Leírás: Az érmén a zeneszerző lakhelyének, Ainolának csillagos ege és egy fenyves látható. Az ábrától balra, félkörben a JEAN SIBELIUS 2015 felirat olvasható. |               |                                                                            |             |                      |
| |               |                                                                            |             |                      |
| | San Marino    | Dante Alighieri születésének 750. évfordulója                              | 102 400     | 2015. április 8.     |
| Leírás: Az érmén Dante Alighieri balra néző képmása látható. Tőle jobbra, függőlegesen a DANTE felirat olvasható korabeli betűtípussal. Az érme jobb oldalán a kibocsátó ország neve és az 1265 2015 felirat olvasható. |               |                                                                            |             |                      |
| |               |                                                                            |             |                      |
| | Portugália    | A Portugál Vöröskereszt 150. évfordulója                                   | 520 000     | 2015. április 15.    |
| Leírás: Az érmén egy kéz körvonala látható, utalva a szervezet humanitárius munkájára. Tőle jobbra két kereszt látható, mely a Vöröskereszt szimbóluma. Felül Portugália címere látható, az érme bal oldalán, félkörben pedig a CRUZ VERMELHA PORTUGUESA • 1865 • 2015 felirat olvasható. |               |                                                                            |             |                      |
| |               |                                                                            |             |                      |
| | Málta         | Az első Máltáról induló repülőjárat 100. évfordulója                       | 325 000     | 2015. május 22.      |
| Leírás: Az érmén egy Short Admiralty 136-os típusú repülőgép látható, mely átrepül az Il-Gardjola figyelőtorony és a Gardjola Kertek felett. A figyelőtoronytól balra a 100TH ANNIVERSARY, a repülőgép felett pedig a FIRST FLIGHT FROM MALTA 1915-2015 felirat olvasható. |               |                                                                            |             |                      |
| |               |                                                                            |             |                      |
| | Luxemburg     | Henrik nagyherceg trónra lépésének 15. évfordulója                         | 517 500     | 2015. június 11.     |
| Leírás: Az érmén Henrik nagyherceg és Mária Terézia nagyhercegné arcképe látható. Jobbra fent a 2000 Luxembourg 2015, alul a 15e anniversaire de l’accession au trône de S.A.R. le Grand-Duc felirat olvasható. |               |                                                                            |             |                      |
| |               |                                                                            |             |                      |
| | Portugália    | Timor felfedezésének 500. évfordulója                                      | 520 000     | 2015. július 15.     |
| Leírás: Az érme bal felső részén egy karavella látható a tengeren. Jobbra lent egy Portugáliára és Kelet-Timorra egyaránt jellemző, fából készült háztetőmintázat látható. A karavellától jobbra az 1515 PORTUGAL, a háztetőmintázattól balra a TIMOR 2015 felirat olvasható. |               |                                                                            |             |                      |
| |               |                                                                            |             |                      |
| | Olaszország   | Dante Alighieri születésének 750. évfordulója                              | 3,5 millió  | 2015. július 22.     |
| Leírás: Az érmén Domenico di Michelino firenzei dómban található A színjáték megvilágítja Firenzét című freskójának részlete látható: Dante Alighieri a purgatórium hegye előtt a kezében tartja az Isteni színjátékot. Felül a DANTE ALIGHIERI felirat és Olaszország kétbetűs kódja (RI), alul az 1265 2015 felirat olvasható. |               |                                                                            |             |                      |
| |               |                                                                            |             |                      |
| | Olaszország   | EXPO 2015                                                                  | 3,5 millió  | 2015. július 22.     |
| Leírás: Az érmén egy félkör látható a Földet szimbolizálva. Ebből egy hajtás nő ki, melyen egy szőlőfürt, egy olajág és egy búzakalász található. Felettük a NUTRIRE IL PIANETA felirat és Olaszország kétbetűs kódja (RI) olvasható, alattuk a világkiállítás logója látható. |               |                                                                            |             |                      |
| |               |                                                                            |             |                      |
| | Franciaország | A Szövetség Ünnepének 225. évfordulója                                     | 4 020 000   | 2015. július 23.     |
| Leírás: Az érmén Marianne, a köztársaság allegorikus alakja látható. Tőle jobbra Franciaország kétbetűs kódja (RF), alul a kibocsátás éve és a Liberté felirat, az érme bal oldalán pedig Paul Éluard Szabadság című versének második versszaka (Sur toutes les pages lues/Sur toutes les pages blanches/Pierre sang papier ou cendre/J’écris ton nom) olvasható. |               |                                                                            |             |                      |
| |               |                                                                            |             |                      |
| | Belgium       | A Fejlődés Európai Éve                                                     | 250 000     | 2015. szeptember 15. |
| Leírás: Az érmén egy kézfej látható, tenyerében egy növénnyel. Mögötte a Föld hosszúsági és szélességi fokai láthatók. Az ábra alatt Belgium kétbetűs kódja (BE), felette pedig a 2015 EUROPEAN YEAR FOR DEVELOPMENT felirat olvasható. |               |                                                                            |             |                      |
| |               |                                                                            |             |                      |
| | San Marino    | Németország újraegyesítésének 25. évfordulója                              | 102 400     | 2015. szeptember 29. |
| Leírás: Az érmén a Brandenburgi kapu látható kétszer, egymással szemben, utalva a két német államra. A kapu oszlopai egybefonódnak, jelképezve Németország újraegyesítését. Az ábra alatt a SAN MARINO MMXV, felette pedig a 25° ANNIVERSARIO DELLA RIUNIFICAZIONE DELLA GERMANIA 1990-2015 feliratok olvashatók. |               |                                                                            |             |                      |
| |               |                                                                            |             |                      |
| | Málta         | A Máltai Köztársaság kihirdetése 1974-ben                                  | 435 000     | 2015. október 5.     |
| Leírás: Az érmén a vallettai Elnöki Palota márványtáblája látható, ami a köztársaság kihirdetésének állít emléket. Felette a MALTA – Republic 1974 felirat, alatta pedig a kiadás éve olvasható. |               |                                                                            |             |                      |
| |               |                                                                            |             |                      |
| | Vatikán       | A Családok 8. Világtalálkozója Philadelphiában                             | 114 000     | 2015. október 6.     |
| Leírás: Az érmén egy hattagú család látható, akik átölelik a földgolyót. A földgömbön Amerika látható, utalva arra, hogy a rendezvény helyszíne, Philadelphia a kontinensen található. Az ábra körül a VIII INCONTRO MONDIALE DELLE FAMIGLIE 2015 • CITTÀ DEL VATICANO felirat olvasható. |               |                                                                            |             |                      |
| |               |                                                                            |             |                      |
| | Luxemburg     | A Nassau-Weilburg-ház 125. évfordulója                                     | 511 500     | 2015. október 15.    |
| Leírás: Az érme bal oldalán Henrik nagyherceg arcképe, jobbra pedig elődeinek (János nagyherceg, Sarolta és Mária Adelaida nagyhercegnő, IV. Vilmos és Adolf nagyherceg) képmásai láthatók. A jelenlegi és a volt uralkodók között, függőlegesen a kibocsátó ország neve és a kibocsátás éve, az érme jobb oldalán, félkörben pedig az 1890 - DYNASTIE NASSAU-WEILBOURG felirat olvasható.                                                                                          |               |                                                                            |             |                      |
| |               |                                                                            |             |                      |
| | Finnország    | Akseli Gallen-Kallela születésének 150. évfordulója                        | 500 000     | 2015. október 22.    |
| Leírás: Az érme felső részén Tuonela hattyúja, alatta hullámzó víz, alul pedig Gallen-Kallela palettája látható. A palettában az 1865 2015, tőle balra az AKSELI GALLÉN, jobbra pedig a KALLELA feliratok olvashatók. |               |                                                                            |             |                      |
| |               |                                                                            |             |                      |
| | Szlovákia     | Ľudovít Štúr születésének 200. évfordulója                                 | 1 millió    | 2015. október 23.    |
| Leírás: Az érmén Ľudovít Štúr arcképe látható. Tőle balra a ĽUDOVÍT ŠTÚR 1815-1865, jobbra pedig a SLOVENSKO 2015 felirat olvasható. |               |                                                                            |             |                      |
| |               |                                                                            |             |                      |
| | Szlovénia     | Emona alapításának 2000. évfordulója                                       | 1 millió    | 2015. november 9.    |
| Leírás: Az érmén a Ljubljana elődjének tekinthető Emona alaprajza látható. Felette az EMONA felirat olvasható, az óramutató járásával megegyező irányban. Középen egy M található, az EMONA felirat M betűje alatt, kiadva így a 2000-es számot római számokkal (MM). Az ábra jobb alsó részén az EMONA LJUBLJANA SLOVENIJA 2015 felirat olvasható. |               |                                                                            |             |                      |
| |               |                                                                            |             |                      |
| | Monaco        | Az első vár építésének 800. évfordulója                                    | 10 000      | 2015. november 14.   |
| Leírás: Az érmén egy torony látható a törpeállam egy szikláján. A tájkép felett a kibocsátó ország neve, alatta pedig az 1215 • FONDATION DE LA FORTERESSE • 2015 felirat olvasható. |               |                                                                            |             |                      |
| |               |                                                                            |             |                      |
| | Lettország    | Feketególya-védelmi program 10 éve                                         | 1 millió    | 2015. december 1.    |
| Leírás: Az érmén egy fészket építő fekete gólya látható. Alatta a LATVIJA 2015 felirat olvasható. |               |                                                                            |             |                      |
| |               |                                                                            |             |                      |
| | Litvánia      | Litván nyelv                                                               | 1 millió    | 2015. december 14.   |
| Leírás: Az érmén az AČIŪ (magyarul: Köszönöm!) szó, alatta pedig a kibocsátó ország neve és a kiadás éve olvasható. Mögöttük a litván ábécé betűi láthatók. |               |                                                                            |             |                      |
| |               |                                                                            |             |                      |
| | Görögország   | Szpirídon Lúisz halálának 75. évfordulója                                  | 750 000     | 2015. december 23.   |
| Leírás: Az érmén a sportoló, tőle jobbra Bréal ezüst kupája, mögöttük pedig egy olimpiai stadion látható. A kupa fölött a kibocsátás éve, Lúisz képe mellett az ΕΛΛΗΝΙΚΗ ΔΗΜΟΚΡΑΤΙΑ, alul pedig a 75 ΧΡΟΝΙΑ ΜΝΗΜΗΣ ΣΠΥΡΟΥ ΛΟΥΗ feliratok olvashatók. |               |                                                                            |             |                      |

## 2015-ös közös kiadású emlékérme
| Kép | Ország        | Téma                                        | Darabszám  | Dátum                          |
| --- | ------------- | ------------------------------------------- | ---------- | ------------------------------ |
| | Európai Unió  | Az Európai Unió zászlajának 30. évfordulója | 51 097 500 | 2015. augusztus 6–december 23. |
| Leírás: Az érmén az Európai Unió zászlaja, körülötte pedig tizenkét emberi alak látható. Az ábra felett a kibocsátó ország neve és az 1985-2015 felirat olvasható. |               |                                             |            |                                |
| Kép | Ország        | Ország                                      | Darabszám  | Dátum                          |
| | Finnország    | Finnország                                  | 500 000    | 2015. augusztus 6.             |
| Felirat: SUOMI FINLAND |               |                                             |            |                                |
| |               |                                             |            |                                |
| | Szlovákia     | Szlovákia                                   | 1 millió   | 2015. szeptember 24.           |
| Felirat: SLOVENSKO |               |                                             |            |                                |
| |               |                                             |            |                                |
| | Hollandia     | Hollandia                                   | 1 millió   | 2015. október 13.              |
| Felirat: NEDERLAND |               |                                             |            |                                |
| |               |                                             |            |                                |
| | Írország      | Írország                                    | 1 millió   | 2015. október 16.              |
| Felirat: éıʀe |               |                                             |            |                                |
| |               |                                             |            |                                |
| | Ausztria      | Ausztria                                    | 2,5 millió | 2015. október 30.              |
| Felirat: REPUBLIK ÖSTERREICH |               |                                             |            |                                |
| |               |                                             |            |                                |
| | Lettország    | Lettország                                  | 1 010 000  | 2015. november 3.              |
| Felirat: LATVIJA |               |                                             |            |                                |
| |               |                                             |            |                                |
| | Németország   | Németország                                 | 30 125 000 | 2015. november 5.              |
| Felirat: BUNDESREPUBLIK DEUTSCHLAND |               |                                             |            |                                |
| |               |                                             |            |                                |
| | Franciaország | Franciaország                               | 4 020 000  | 2015. november 16.             |
| Felirat: RÉPUBLIQUE FRANÇAISE |               |                                             |            |                                |
| |               |                                             |            |                                |
| | Litvánia      | Litvánia                                    | 750 000    | 2015. november 17.             |
| Felirat: LIETUVA |               |                                             |            |                                |
| |               |                                             |            |                                |
| | Belgium       | Belgium                                     | 412 500    | 2015. november 18.             |
| Felirat: BELGIE-BELGIQUE-BELGIEN |               |                                             |            |                                |
| |               |                                             |            |                                |
| | Ciprus        | Ciprus                                      | 350 000    | 2015. november 30.             |
| Felirat: ΚΥΠΡΟΣ KIBRIS |               |                                             |            |                                |
| |               |                                             |            |                                |
| | Portugália    | Portugália                                  | 520 000    | 2015. november 30.             |
| Felirat: PORTUGAL |               |                                             |            |                                |
| |               |                                             |            |                                |
| | Spanyolország | Spanyolország                               | 4 millió   | 2015. december 1.              |
| Felirat: ESPAÑA |               |                                             |            |                                |
| |               |                                             |            |                                |
| | Szlovénia     | Szlovénia                                   | 1 millió   | 2015. december 7.              |
| Felirat: SLOVENIJA |               |                                             |            |                                |
| |               |                                             |            |                                |
| | Észtország    | Észtország                                  | 350 000    | 2015. december 10.             |
| Felirat: EESTI |               |                                             |            |                                |
| |               |                                             |            |                                |
| | Luxemburg     | Luxemburg                                   | 510 000    | 2015. december 10.             |
| Felirat: LËTZEBUERG |               |                                             |            |                                |
| |               |                                             |            |                                |
| | Málta         | Málta                                       | 300 000    | 2015. december 18.             |
| Felirat: MALTA |               |                                             |            |                                |
| |               |                                             |            |                                |
| | Olaszország   | Olaszország                                 | 1 millió   | 2015. december 18.             |
| Felirat: REPUBBLICA ITALIANA |               |                                             |            |                                |
| |               |                                             |            |                                |
| | Görögország   | Görögország                                 | 750 000    | 2015. december 23.             |
| Felirat: ΕΛΛΗΝΙΚΗ ΔΗΜΟΚΡΑΤΙΑ |               |                                             |            |                                |

## 2016-ban kiadott emlékérmék
| Kép | Ország        | Téma                                                                                      | Darabszám  | Dátum                                |
| --- | ------------- | ----------------------------------------------------------------------------------------- | ---------- | ------------------------------------ |
| | Észtország    | Paul Keres születésének 100. évfordulója                                                  | 500 000    | 2016. január 8.                      |
| Leírás: Az érmén Paul keres balra néző képmása, tőle balra a sakktábla színeit szimbolizáló két négyzet, alattuk pedig sakkbábuk láthatók. Az érme bal felső sarkában a PAUL KERES, alatta pedig az EESTI 2016 felirat olvasható. |               |                                                                                           |            |                                      |
| |               |                                                                                           |            |                                      |
| | Ausztria      | Az Oesterreichische Nationalbank alapításának 200. évfordulója                            | 16 millió  | 2016. január 18.                     |
| Leírás: Az érmén az Oesterreichische Nationalbank épülete, előtte pedig a homlokzaton látható dombormű részét képező két istenábrázolás látható: balra Merkúr, a kereskedők, a kereskedelem istene, jobbra pedig Fortuna, a szerencse istennője. Felül a REPUBLIK ÖSTERREICH, alul a 200 JAHRE OESTERREICHISCHE NATIONALBANK, az istenábrázolásoktól balra pedig az 1816 2016 feliratok olvashatók. |               |                                                                                           |            |                                      |
| |               |                                                                                           |            |                                      |
| | Írország      | A húsvéti felkelés 100. évfordulója                                                       | 4,5 millió | 2016. január 20.                     |
| Leírás: Az érmén az An Post épületének tetején található Hibernia-szobor látható. Az ábrától balra és jobbra a két dátum (1916 és 2016), alul az éıʀe, felül pedig a HIBERNIA felirat olvasható, utóbbi a kellsi kódexben használt egyik betűtípussal írva. |               |                                                                                           |            |                                      |
| |               |                                                                                           |            |                                      |
| | Franciaország | 2016-os labdarúgó-Európa-bajnokság                                                        | 10 020 500 | 2016. február 5.                     |
| Leírás: Az érme középpontjában az Európa Kupa, körülötte Franciaország körvonala, alatta egy futball-labda, a háttérben pedig változatos minták láthatók. A jobb oldalon Franciaország kétbetűs rövidítése (RF), felül pedig az UEFA EURO 2016 FRANCE felirat olvasható. |               |                                                                                           |            |                                      |
| |               |                                                                                           |            |                                      |
| | Németország   | A Zwinger Drezdában                                                                       | 30 690 000 | 2016. február 5.                     |
| Leírás: Az érmén a drezdai Zwinger kertje látható a Kronentor felől nézve. Alatta a SACHSEN felirat, balra fent pedig a kibocsátás éve olvasható. |               |                                                                                           |            |                                      |
| |               |                                                                                           |            |                                      |
| | Andorra       | Andorra Európa Tanácshoz való csatlakozásának 20. évfordulója                             | 105 000    | 2016. február 29. (2014-es dátummal) |
| Leírás: Az érmén Andorra címere, tőle jobbra egy 20-as szám látható, melyben a 0 egy kör, tizenkét csillaggal. Felettük az ANDORRA AL CONSELL D’EUROPA, alattuk a kibocsátás éve olvasható. |               |                                                                                           |            |                                      |
| |               |                                                                                           |            |                                      |
| | Spanyolország | Segovia óvárosa és a római vízvezeték                                                     | 4 millió   | 2016. február 29.                    |
| Leírás: Az érmén a római vízvezeték látható. Felette az ESPAÑA felirat és a kibocsátás éve olvasható. |               |                                                                                           |            |                                      |
| |               |                                                                                           |            |                                      |
| | Szlovákia     | Az Európai Unió tanácsának szlovák elnöksége                                              | 1 millió   | 2016. március 7.                     |
| Leírás: Az érmén Szlovákia címere, mögötte pedig a szlovák elnökség hivatalos logója látható. A címertől jobbra a kibocsátás éve, körben pedig a SLOVENSKO • PREDSEDNÍCTVO SR V RADE EÚ felirat olvasható. |               |                                                                                           |            |                                      |
| |               |                                                                                           |            |                                      |
| | Belgium       | A 2016. évi nyári olimpiai játékok a brazíliai Rio de Janeiróban                          | 375 000    | 2016. március 24.                    |
| Leírás: Az érme középpontjában egy stilizált alak, alatta pedig az olimpiai ötkarika jelenik meg. Balra a kiadás éve, jobbra a kibocsátó ország kétbetűs kódja (BE), alul pedig a TEAM BELGIUM felirat olvasható. |               |                                                                                           |            |                                      |
| |               |                                                                                           |            |                                      |
| | San Marino    | Donatello halálának 550. évfordulója                                                      | 87 800     | 2016. április 5.                     |
| Leírás: Az érmén Donatello Dávid-szobrának feje látható. Jobbra fent a kibocsátó ország neve, jobbra lent pedig a DONATELLO 1466-2016 felirat olvasható. |               |                                                                                           |            |                                      |
| |               |                                                                                           |            |                                      |
| | Finnország    | Eino Leino halálának 90. évfordulója                                                      | 1 millió   | 2016. április 24.                    |
| Leírás: Az érmén lángoló tűz látható, mely Leino arcát formázza oldalnézetben. Alatta egy szigony jelenik meg. Az ábráktól jobbra a költő aláírása, a szigony képe és az aláírás között a kibocsátás éve, balra lent pedig Finnország kétbetűs kódja (FI) olvasható. |               |                                                                                           |            |                                      |
| |               |                                                                                           |            |                                      |
| | Litvánia      | Balti kultúra                                                                             | 1 millió   | 2016. május 3.                       |
| Leírás: Az érmén egy, a Baltikumra jellemző kerek mozaik látható. Felette a kibocsátó ország neve és a kiadás éve olvasható. |               |                                                                                           |            |                                      |
| |               |                                                                                           |            |                                      |
| | Portugália    | Portugália részvétele a 2016. évi nyári olimpiai játékokon                                | 670 000    | 2016. május 3.                       |
| Leírás: Az érmén Joana Vasconcelos Viana vörös, független szíve című alkotása látható, jelképezve a portugálok, különösen az országot a versenyen képviselő sportolók határozott szellemiségét, kemény munkáját és szenvedélyét. Balra a JOANA VASCONCELOS, jobbra az EQUIPA OLÍMPICA DE PORTUGAL 2016 feliratok olvashatók.                                                                        |               |                                                                                           |            |                                      |
| |               |                                                                                           |            |                                      |
| | Luxemburg     | A luxembourgi Sarolta nagyhercegnő-híd átadásának 50. évfordulója                         | 515 000    | 2016. május 12.                      |
| Leírás: Az érmén a Sarolta nagyhercegnő-híd, felette pedig Henrik nagyherceg arcképe látható. Az arcképtől balra a kiadás éve, alul a kibocsátó ország neve, a híd oldalán pedig a Pont Grande-Duchesse Charlotte 1966 felirat olvasható. |               |                                                                                           |            |                                      |
| |               |                                                                                           |            |                                      |
| | Belgium       | Eltűnt gyerekek világnapja                                                                | 1 020 000  | 2016. május 25.                      |
| Leírás: Az érmén egy gyermek arcképe látható. Felette a kibocsátó ország neve francia, holland és német nyelven és a kiadás éve, balra lent a MISSING-DISPARU-VERMIST, jobbra lent pedig a WWW.CHILDFOCUS.BE felirat olvasható. |               |                                                                                           |            |                                      |
| |               |                                                                                           |            |                                      |
| | Monaco        | Monte-Carlo alapításának 150. évfordulója                                                 | 15 000     | 2016. június 1.                      |
| Leírás: Az érmén III. Károly monacói herceg portréja, mögötte, balra pedig Monte-Carlo látképe figyelhető meg. Felül a kibocsátó ország neve, alul pedig az 1866 • CHARLES III FONDE MONTE CARLO • 2016 felirat olvasható. |               |                                                                                           |            |                                      |
| |               |                                                                                           |            |                                      |
| | Vatikán       | A Vatikánvárosi Csendőrség alapításának 200. évfordulója                                  | 98 000     | 2016. június 2.                      |
| Leírás: Az érmén a Szent Péter-bazilika kupolája, tőle jobbra egy balra néző vatikáni csendőr látható. Alul a kibocsátó ország neve, felül a CORPO DELLA GENDARMERIA 1816·2016 felirat olvasható. |               |                                                                                           |            |                                      |
| |               |                                                                                           |            |                                      |
| | Szlovénia     | Szlovénia függetlenségének 25. évfordulója                                                | 1 millió   | 2016. június 20.                     |
| Leírás: Az érmén Szlovénia zászlaja látható. Előtte a 25 LET REPUBLIKA SLOVENIJA, a szlovén himnusz egy részlete (dočakat’ dan) és a kibocsátás éve olvasható. |               |                                                                                           |            |                                      |
| |               |                                                                                           |            |                                      |
| | Andorra       | A nagykorúságról szóló rendelet megszavazásának 30. évfordulója                           | 85 000     | 2016. július 18. (2015-ös dátummal)  |
| Leírás: Az érmén egy fiatal állampolgár látható, aki a szavazatát tartalmazó borítékot a szavazóurnába dobja. Tőle balra az 1985 2015, a borítékon a kibocsátó ország neve, az egész ábra körül pedig a 30è ANIVERSARI MAJORIA D’EDAT ALS 18 ANYS felirat olvasható. |               |                                                                                           |            |                                      |
| |               |                                                                                           |            |                                      |
| | Andorra       | Az Andorra és az Európai Unió vámuniójáról szóló megállapodás aláírásának 25. évfordulója | 85 000     | 2016. július 18. (2015-ös dátummal)  |
| Leírás: Az érmén Andorra címere látható az ország térképén. Alatta egy balra, azalatt egy jobbra mutató nyíl látható. A balra mutató nyílon az 1990 ANDORRA, a jobbra mutatón a 2015, az egész ábra körül pedig a 25è aniversari de la Signatura de l’Acord Duaner amb la Unió Europea feliratok olvashatók.                                                                                        |               |                                                                                           |            |                                      |
| |               |                                                                                           |            |                                      |
| | Lettország    | Tejipar Lettországban                                                                     | 1 010 000  | 2016. július 19.                     |
| Leírás: Az érmén egy szarvasmarha látható. Alatta a kibocsátás éve és a LATVIJA felirat olvasható. |               |                                                                                           |            |                                      |
| |               |                                                                                           |            |                                      |
| | Portugália    | Az Április 25. híd átadásának 50. évfordulója                                             | 520 000    | 2016. július 19.                     |
| Leírás: Az érmén az Április 25. híd, jobbra fent pedig Portugália címere látható. A híd képe alatt a PONTE 25 DE ABRIL 1966 2016, jobbra fent pedig a kibocsátó ország neve olvasható. |               |                                                                                           |            |                                      |
| |               |                                                                                           |            |                                      |
| | Olaszország   | Donatello halálának 550. évfordulója                                                      | 1,5 millió | 2016. július 21.                     |
| Leírás: Az érmén Donatello Dávid-szobrának feje látható. Tőle balra az 1466 2016, felette Olaszország monogramja (RI), alul pedig a DONATELLO felirat olvasható. |               |                                                                                           |            |                                      |
| |               |                                                                                           |            |                                      |
| | Olaszország   | Plautus születésének 2270. évfordulója                                                    | 1 503 000  | 2016. július 21.                     |
| Leírás: Az érme felső részén egy ókori színház látható felülnézetben. Központi elemekként ókori maszkok jelennek meg, melyeket színjátszáskor használtak. Felettük Olaszország monogramja (RI), alattuk a 184 A.C., a kibocsátás éve és a PLAUTO feliratok olvashatók. |               |                                                                                           |            |                                      |
| |               |                                                                                           |            |                                      |
| | Franciaország | François Mitterrand születésének 100. és halálának 20. évfordulója                        | 10 020 000 | 2016. szeptember 12.                 |
| Leírás: Az érmén Mitterrand jobbra néző arcképe látható gondolkodó pózban, tőle jobbra pedig egy stilizált fa képe figyelhető meg. Az ábra alatt Franciaország kétbetűs kódja (RF), felül pedig az 1916 2016 FRANÇOIS MITTERRAND felirat olvasható. |               |                                                                                           |            |                                      |
| |               |                                                                                           |            |                                      |
| | Málta         | Ġgantija kőtemploma                                                                       | 410 000    | 2016. szeptember 22.                 |
| Leírás: Az érmén a komplexum egyik temploma látható. Alatta a kibocsátó ország neve és a kiadás éve, felette pedig a ĠGANTIJA TEMPLES 3600 - 3200 BC felirat olvasható. |               |                                                                                           |            |                                      |
| |               |                                                                                           |            |                                      |
| | San Marino    | William Shakespeare halálának 400. évfordulója                                            | 82 800     | 2016. szeptember 22.                 |
| Leírás: Az érmén Shakespeare portréja látható. Tőle balra a William Shakespeare, jobbra fent az 1616 - 2016, jobbra lent pedig a kibocsátó ország neve olvasható. |               |                                                                                           |            |                                      |
| |               |                                                                                           |            |                                      |
| | Vatikán       | Az Irgalmasság Szent Éve                                                                  | 98 000     | 2016. október 13.                    |
| Leírás: Az érmén Tours-i Szent Márton látható, amint lovon ülve köpenyének egy darabját egy koldusnak adja. Balra a GIUBILEO DELLA MISERICORDIA, jobbra pedig a kiadás éve és a kibocsátó ország neve olvasható. |               |                                                                                           |            |                                      |
| |               |                                                                                           |            |                                      |
| | Finnország    | Georg Henrik von Wright születésének 100. évfordulója                                     | 1 millió   | 2016. október 17.                    |
| Leírás: Az érmén egy tölgyfaág és egy oszlop részlete látható. Az oszlop felső részén a kibocsátás éve, a tölgyfaág felett Finnország kétbetűs kódja (FI), az ábra körül pedig a GEORG HENRIK VON WRIGHT felirat olvasható. |               |                                                                                           |            |                                      |
| |               |                                                                                           |            |                                      |
| | Lettország    | Livónia – Vidzeme                                                                         | 1 030 000  | 2016. november 15.                   |
| Leírás: Az érmén Livónia címere látható. Felette a kibocsátó ország neve, alatta a VIDZEME felirat, jobbra pedig a kibocsátás éve olvasható. |               |                                                                                           |            |                                      |
| |               |                                                                                           |            |                                      |
| | Málta         | Szeretet                                                                                  | 380 000    | 2016. december 5.                    |
| Leírás: Az érmén két kézfej látható, melyek egy szívet formálnak. A szívben Málta zászlaja figyelhető meg. Az érmén négy emberalak is megjelenik karkötő formájában. A minta alatt a MALTA 2016 felirat olvasható. |               |                                                                                           |            |                                      |
| |               |                                                                                           |            |                                      |
| | Görögország   | Az Arkadi-kolostornál történt önfeláldozás 150. évfordulója                               | 750 000    | 2016. december 21.                   |
| Leírás: Az érmén az Arkadi-kolostor homlokzata látható. Alatta a ΜΟΝΗ ΑΡΚΑΔΙΟΥ felirat, balra a kibocsátó ország neve, jobbra pedig a kiadás éve olvasható. |               |                                                                                           |            |                                      |
| |               |                                                                                           |            |                                      |
| | Görögország   | Dimítrisz Mitrópulosz születésének 120. évfordulója                                       | 750 000    | 2016. december 21.                   |
| Leírás: Az érmén a zeneszerző balra néző képmása, mögötte pedig hangjegyek láthatók. Balra a 120 ΧΡΟΝΙΑ ΑΠΟ ΤΗ ΓΕΝΝΗΣΗ ΤΟΥ ΔΗΜΗΤΡΗ ΜΗΤΡΟΠΟΥΛΟΥ, a kibocsátó ország neve és a kiadás éve olvasható. |               |                                                                                           |            |                                      |

## 2017-ben kiadott emlékérmék
| Kép | Ország        | Téma                                                                   | Darabszám  | Dátum                              |
| --- | ------------- | ---------------------------------------------------------------------- | ---------- | ---------------------------------- |
| | Szlovákia     | Az Academia Istropolitana alapításának 550. évfordulója                | 1 millió   | 2017. január 4.                    |
| Leírás: Az érmén egy oktató és két diákja látható a középkori kódexekre jellemző formában. Mögöttük az intézmény épülete, balra fent pedig pecsétje figyelhető meg. A pecséttől jobbra az 1467-es évszám, Az ábrák alatt a kiadó ország neve és a kibocsátás éve, az érmén körben pedig az UNIVERZITA ISTROPOLITANA felirat olvasható. |               |                                                                        |            |                                    |
| |               |                                                                        |            |                                    |
| | Szlovénia     | Az euró szlovéniai bevezetésének 10. évfordulója                       | 1 010 000  | 2017. február 2.                   |
| Leírás: Az érmén tíz repülő fecske látható, melyek egy kört formáznak. Balra fent a kibocsátó ország neve és a kiadás éve, alul pedig a 10 LET SKUPNE EVROPSKE VALUTE felirat olvasható. |               |                                                                        |            |                                    |
| |               |                                                                        |            |                                    |
| | Németország   | A Porta Nigra Trierben                                                 | 30 613 000 | 2017. február 3.                   |
| Leírás: Az érmén a trieri Porta Nigra látható. Alatta a RHEINLAND-PFALZ felirat, felette a kibocsátás éve olvasható. |               |                                                                        |            |                                    |
| |               |                                                                        |            |                                    |
| | Spanyolország | Oviedo és Asztúria műemlékei                                           | 500 000    | 2017. február 6.                   |
| Leírás: Az érmén a Santa María del Naranco templom látható. Felette a kibocsátó ország neve és a kiadás éve olvasható. |               |                                                                        |            |                                    |
| |               |                                                                        |            |                                    |
| | Franciaország | Auguste Rodin halálának 100. évfordulója                               | 10 020 000 | 2017. február 21.                  |
| Leírás: Az érmén a szobrász balra néző képmása és leghíresebb alkotása, A gondolkodó látható. Felül a kibocsátó országra utaló RF rövidítés, alul pedig az A. Rodin 1917-2017 felirat olvasható. |               |                                                                        |            |                                    |
| |               |                                                                        |            |                                    |
| | San Marino    | Giotto di Bondone születésének 750. évfordulója                        | 73 100     | 2017. március 30.                  |
| Leírás: Az érme jobb oldalán az építész jobbra néző képmása, balra pedig a firenzei Campanile látható. A torony és a portré között a kibocsátó ország neve, bal oldalon pedig a GIOTTO 1267 • 2017 felirat olvasható. |               |                                                                        |            |                                    |
| |               |                                                                        |            |                                    |
| | Belgium       | A Liège-i Egyetem alapításának 200. évfordulója                        | 200 000    | 2017. április 21.                  |
| Leírás: Az érmén a Liège-i Egyetem címere, két oldalán pedig a két évszám (1817 és 2017) látható. Körülötte a kibocsátó országra utaló BE rövidítés és a 200 ANS UNIVERSITE DE LIEGE - 200 YEARS UNIVERSITY OF LIEGE felirat olvasható.                                                                                                |               |                                                                        |            |                                    |
| |               |                                                                        |            |                                    |
| | Andorra       | A Ràdio i Televisió d’Andorra 25. évfordulója                          | 85 000     | 2017. június 1. (2016-os dátummal) |
| Leírás: Az érmén egy mikrofon és egy antenna látható különböző vonalakkal körülvéve. Körülöttük a 25è ANIVERSARI DE RÀDIO I TELEVISIÓ D’ANDORRA, a kibocsátó ország neve és a kiadás éve olvasható. |               |                                                                        |            |                                    |
| |               |                                                                        |            |                                    |
| | Andorra       | Az 1866-os Új Reform 150. évfordulója                                  | 85 000     | 2017. június 1. (2016-os dátummal) |
| Leírás: Az érmén a Casa de la Vall ülésterme látható. Alul a kibocsátó ország neve, felül pedig a 150 ANYS DE LA NOVA REFORMA DE 1866 és a kiadás éve olvasható. |               |                                                                        |            |                                    |
| |               |                                                                        |            |                                    |
| | Finnország    | Finnország függetlenségének 100. évfordulója                           | 2,5 millió | 2017. június 1.                    |
| Leírás: Az érmén egy pontokból álló mozaik látható, melyben kirajzolódik Finnország térképe. Tőle balra a SUOMI FINLAND 1917 2017 felirat olvasható. |               |                                                                        |            |                                    |
| |               |                                                                        |            |                                    |
| | Vatikán       | Péter és Pál apostol mártírhalálának 1950. évfordulója                 | 98 000     | 2017. június 1.                    |
| Leírás: n.a. |               |                                                                        |            |                                    |
| |               |                                                                        |            |                                    |
| | Luxemburg     | Az Önkéntesek Hadteste megalapításának 50. évfordulója                 | 366 000    | 2017. június 21.                   |
| Leírás: Az érmén Henrik nagyherceg jobbra néző képmása látható. Tőle jobbra az 50 JOER FRAÏWËLLEGEN-ARMÉI felirat olvasható, melyből az O-ban a testület címere helyezkedik el. Az ábrák felett a kiadás évét, alattuk pedig a kibocsátó ország nevét helyezték el.                                                                    |               |                                                                        |            |                                    |
| |               |                                                                        |            |                                    |
| | Olaszország   | A velencei Szent Márk-székesegyház befejezésének 400. évfordulója      | 1,5 millió | 2017. június 21.                   |
| Leírás: n.a. |               |                                                                        |            |                                    |
| |               |                                                                        |            |                                    |
| | Észtország    | Az Észtország függetlenné válásához vezető út                          | 1,5 millió | 2017. június 26.                   |
| Leírás: n.a. |               |                                                                        |            |                                    |
| |               |                                                                        |            |                                    |
| | Málta         | Ħaġar Qim                                                              | 405 000    | 2017. június 27.                   |
| Leírás: n.a. |               |                                                                        |            |                                    |
| |               |                                                                        |            |                                    |
| | Görögország   | Níkosz Kazandzákisz halálának 60. évfordulója                          | 750 000    | 2017. július 13.                   |
| Leírás: n.a. |               |                                                                        |            |                                    |
| |               |                                                                        |            |                                    |
| | Portugália    | A Közbiztonsági Rendőrség megalapításának 150. évfordulója             | 520 000    | 2017. július 17.                   |
| Leírás: n.a. |               |                                                                        |            |                                    |
| |               |                                                                        |            |                                    |
| | Litvánia      | Vilnius – kulturális és művészeti főváros                              | 1 millió   | 2017. augusztus 31.                |
| Leírás: n.a. |               |                                                                        |            |                                    |
| |               |                                                                        |            |                                    |
| | San Marino    | A fenntartható turizmus fejlesztésének nemzetközi éve                  | 73 100     | 2017. augusztus 31.                |
| Leírás: n.a. |               |                                                                        |            |                                    |
| |               |                                                                        |            |                                    |
| | Franciaország | Az emlőrák elleni harc szimbóluma, a rózsaszín szalag 25. évfordulója  | 10 020 500 | 2017. szeptember 25.               |
| Leírás: n.a. |               |                                                                        |            |                                    |
| |               |                                                                        |            |                                    |
| | Belgium       | A Genti Egyetem alapításának 200. évfordulója                          | 225 000    | 2017. szeptember 29.               |
| Leírás: n.a. |               |                                                                        |            |                                    |
| |               |                                                                        |            |                                    |
| | Vatikán       | A fátimai jelenések 100. évfordulója                                   | 98 000     | 2017. október 5.                   |
| Leírás: n.a. |               |                                                                        |            |                                    |
| |               |                                                                        |            |                                    |
| | Görögország   | Filippi romjai                                                         | 750 000    | 2017. október 17.                  |
| Leírás: n.a. |               |                                                                        |            |                                    |
| |               |                                                                        |            |                                    |
| | Finnország    | Finnország természetrajza                                              | 500 000    | 2017. október 21.                  |
| Leírás: n.a. |               |                                                                        |            |                                    |
| |               |                                                                        |            |                                    |
| | Ciprus        | Páfosz – Európa kulturális fővárosa 2017-ben                           | 493 000    | 2017. november 3.                  |
| Leírás: n.a. |               |                                                                        |            |                                    |
| |               |                                                                        |            |                                    |
| | Málta         | Béke és szolidaritás                                                   | 380 000    | 2017. november 13.                 |
| Leírás: n.a. |               |                                                                        |            |                                    |
| |               |                                                                        |            |                                    |
| | Monaco        | A Compagnie des Carabiniers du Prince megalapításának 200. évfordulója | 15 000     | 2017. november 13.                 |
| Leírás: n.a. |               |                                                                        |            |                                    |
| |               |                                                                        |            |                                    |
| | Lettország    | Livónia – Kurzeme                                                      | 537 000    | 2017. november 14.                 |
| Leírás: n.a. |               |                                                                        |            |                                    |
| |               |                                                                        |            |                                    |
| | Lettország    | Livónia – Latgale                                                      | 537 000    | 2017. november 14.                 |
| Leírás: n.a. |               |                                                                        |            |                                    |
| |               |                                                                        |            |                                    |
| | Olaszország   | Titus Livius halálának 2000. évfordulója                               | 1,5 millió | 2017. november 20.                 |
| Leírás: n.a. |               |                                                                        |            |                                    |
| |               |                                                                        |            |                                    |
| | Portugália    | Raoul Brandão születésének 150. évfordulója                            | 520 000    | 2017. november 21.                 |
| Leírás: n.a. |               |                                                                        |            |                                    |
| |               |                                                                        |            |                                    |
| | Luxemburg     | III. Vilmos nagyherceg születésének 200. évfordulója                   | 311 000    | 2017. december 20.                 |
| Leírás: n.a. |               |                                                                        |            |                                    |

## 2018-ban kiadandó emlékérmék
| Kép | Ország        | Téma                                                              | Darabszám  | Dátum             |
| --- | ------------- | ----------------------------------------------------------------- | ---------- | ----------------- |
| | Ausztria      | Az Osztrák Köztársaság létrejöttének 100. évfordulója             | 18 100 100 | 2018. január 2.   |
| Leírás: n.a. |               |                                                                   |            |                   |
| |               |                                                                   |            |                   |
| | Szlovákia     | Szlovákia függetlenségének 25. évfordulója                        | 1 millió   | 2018. január 3.   |
| Leírás: n.a. |               |                                                                   |            |                   |
| |               |                                                                   |            |                   |
| | Németország   | A Charlottenburg-kastély Berlinben                                | 30 365 000 | 2018. január 30.  |
| Leírás: Az érmén a berlini Charlottenburg-kastély főhomlokzata látható. Alatta a BERLIN felirat, balra fent a kibocsátás éve olvasható. |               |                                                                   |            |                   |
| |               |                                                                   |            |                   |
| | Németország   | Helmut Schmidt születésének 100. évfordulója                      | 30 350 000 | 2018. január 30.  |
| Leírás: n.a. |               |                                                                   |            |                   |
| |               |                                                                   |            |                   |
| | Spanyolország | Santiago de Compostela óvárosa                                    | 300 000    | 2018. február 7.  |
| Leírás: n.a. |               |                                                                   |            |                   |
| |               |                                                                   |            |                   |
| | Spanyolország | VI. Fülöp spanyol király 50. születésnapja                        | 400 000    | 2018. február 7.  |
| Leírás: n.a. |               |                                                                   |            |                   |
| |               |                                                                   |            |                   |
| | Észtország    | Észtország függetlenségének 100. évfordulója                      | 1 317 800  | 2018. február 19. |
| Leírás: n.a. |               |                                                                   |            |                   |
| |               |                                                                   |            |                   |
| | Franciaország | A bleuet de France-szimbólum                                      | 10 millió  | 2018. február 19. |
| Leírás: n.a. |               |                                                                   |            |                   |
| |               |                                                                   |            |                   |
| | Andorra       | Az andorrai alkotmány 25. évfordulója                             | 75 000     | 2018. március 13. |
| Leírás: n.a. |               |                                                                   |            |                   |
| |               |                                                                   |            |                   |
| | Olaszország   | Az olasz alkotmány hatálybalépésének 70. évfordulója              | 4 millió   | 2018. március     |
| Leírás: n.a. |               |                                                                   |            |                   |
| |               |                                                                   |            |                   |
| | San Marino    | Jacopo Tintoretto születésének 500. évfordulója                   | 60 500     | 2018. április 5.  |
| Leírás: n.a. |               |                                                                   |            |                   |
| |               |                                                                   |            |                   |
| | Finnország    | Koli Nemzeti Park                                                 | 1 millió   | 2018. április     |
| Leírás: n.a. |               |                                                                   |            |                   |
| |               |                                                                   |            |                   |
| | Portugália    | A Nemzeti Nyomdaház és Pénzverde alapításának 250. évfordulója    | 520 000    | 2018. május 22.   |
| Leírás: n.a. |               |                                                                   |            |                   |
| |               |                                                                   |            |                   |
| | Franciaország | Simone Veil                                                       | n.a.       | 2018. június 29.  |
| Leírás: n.a. |               |                                                                   |            |                   |
| |               |                                                                   |            |                   |
| | Luxemburg     | A luxemburgi alkotmány 150. évfordulója                           | 316 000    | 2018. június      |
| Leírás: n.a. |               |                                                                   |            |                   |
| |               |                                                                   |            |                   |
| | Portugália    | Az Ajuda Botanikus Kert 250. évfordulója                          | 520 000    | 2018. július 25.  |
| Leírás: n.a. |               |                                                                   |            |                   |
| |               |                                                                   |            |                   |
| | Málta         | Mnajdra                                                           | 335 000    | 2018. július      |
| Leírás: n.a. |               |                                                                   |            |                   |
| |               |                                                                   |            |                   |
| | Finnország    | A finn szaunakultúra                                              | 1 millió   | 2018. október     |
| Leírás: n.a. |               |                                                                   |            |                   |
| |               |                                                                   |            |                   |
| | Málta         | Kulturális örökség                                                | 320 000    | 2018. november    |
| Leírás: n.a. |               |                                                                   |            |                   |
| |               |                                                                   |            |                   |
| | Andorra       | Az emberi jogok egyetemes nyilatkozata 70. évfordulója            | 75 000     | n.a.              |
| Leírás: n.a. |               |                                                                   |            |                   |
| |               |                                                                   |            |                   |
| | Görögország   | A Dodekanészosz Görögországgal való egyesítésének 70. évfordulója | 750 000    | n.a.              |
| Leírás: n.a. |               |                                                                   |            |                   |
| |               |                                                                   |            |                   |
| | Görögország   | Kosztísz Palamász halálának 75. évfordulója                       | 750 000    | n.a.              |
| Leírás: n.a. |               |                                                                   |            |                   |
| |               |                                                                   |            |                   |
| | Lettország    | Livónia – Zemgale                                                 | n.a.       | n.a.              |
| Leírás: n.a. |               |                                                                   |            |                   |
| |               |                                                                   |            |                   |
| | Litvánia      | 2018-as Litván Dal- és Táncfesztivál                              | 500 000    | n.a.              |
| Leírás: n.a. |               |                                                                   |            |                   |
| |               |                                                                   |            |                   |
| | Luxemburg     | n.a.                                                              | 308 500    | n.a.              |
| Leírás: n.a. |               |                                                                   |            |                   |
| |               |                                                                   |            |                   |
| | Monaco        | François Joseph Bosio születésének 250. évfordulója               | n.a.       | n.a.              |
| Leírás: n.a. |               |                                                                   |            |                   |
| |               |                                                                   |            |                   |
| | Olaszország   | Az olasz Egészségügyi Minisztérium 60. évfordulója                | 3 millió   | n.a.              |
| Leírás: n.a. |               |                                                                   |            |                   |
| |               |                                                                   |            |                   |
| | San Marino    | Giovanni Lorenzo Bernini születésének 420. évfordulója            | n.a.       | n.a.              |
| Leírás: n.a. |               |                                                                   |            |                   |
| |               |                                                                   |            |                   |
| | Szlovénia     | A méhek világnapja                                                | 1 millió   | n.a.              |
| Leírás: n.a. |               |                                                                   |            |                   |
| |               |                                                                   |            |                   |
| | Vatikán       | A kulturális örökség európai éve                                  | 101 000    | n.a.              |
| Leírás: n.a. |               |                                                                   |            |                   |
| |               |                                                                   |            |                   |
| | Vatikán       | Pietrelcinai Szent Pio halálának 50. évfordulója                  | n.a.       | n.a.              |
| Leírás: n.a. |               |                                                                   |            |                   |

## A balti államok 2018-as közös kiadású emlékérméje
| Kép           | Ország        | Téma                                                       | Darabszám | Dátum            |
| ------------- | ------------- | ---------------------------------------------------------- | --------- | ---------------- |
|               | Balti államok | A független balti államok megalapításának 100. évfordulója | 2 012 000 | 2018. január 31. |
| Leírás: n.a.  |               |                                                            |           |                  |
| Kép           | Ország        | Ország                                                     | Darabszám | Dátum            |
|               | Észtország    | Észtország                                                 | 500 000   | 2018. január 31. |
| Felirat: n.a. |               |                                                            |           |                  |
|               |               |                                                            |           |                  |
|               | Lettország    | Lettország                                                 | 512 000   | 2018. január 31. |
| Felirat: n.a. |               |                                                            |           |                  |
|               |               |                                                            |           |                  |
|               | Litvánia      | Litvánia                                                   | 1 millió  | 2018. január 31. |
| Felirat: n.a. |               |                                                            |           |                  |

## 2019-ben kiadandó emlékérmék
| Kép          | Ország        | Téma                                                | Darabszám | Dátum         |
| ------------ | ------------- | --------------------------------------------------- | --------- | ------------- |
|              | Szlovákia     | Milan Rastislav Štefánik halálának 100. évfordulója | n.a.      | 2019. április |
| Leírás: n.a. |               |                                                     |           |               |
|              |               |                                                     |           |               |
|              | Litvánia      | Litván népdalok (sutartinė-k)                       | 500 000   | n.a.          |
| Leírás: n.a. |               |                                                     |           |               |
|              |               |                                                     |           |               |
|              | Málta         | Örökség és hagyományok                              | n.a.      | n.a.          |
| Leírás: n.a. |               |                                                     |           |               |
|              |               |                                                     |           |               |
|              | Málta         | Ta’ Ħaġrat                                          | n.a.      | n.a.          |
| Leírás: n.a. |               |                                                     |           |               |
|              |               |                                                     |           |               |
|              | Németország   | A magdeburgi Dóm                                    | 30 millió | n.a.          |
| Leírás: n.a. |               |                                                     |           |               |
|              |               |                                                     |           |               |
|              | Spanyolország | Ávila óvárosa és templomai                          | 8 millió  | n.a.          |
| Leírás: n.a. |               |                                                     |           |               |

## 2020-ban kiadandó emlékérmék
| Kép          | Ország      | Téma                      | Darabszám | Dátum |
| ------------ | ----------- | ------------------------- | --------- | ----- |
|              | Málta       | Játékok                   | n.a.      | n.a.  |
| Leírás: n.a. |             |                           |           |       |
|              |             |                           |           |       |
|              | Málta       | Skorba                    | n.a.      | n.a.  |
| Leírás: n.a. |             |                           |           |       |
|              |             |                           |           |       |
|              | Németország | Wartburg vára Eisenachban | 30 millió | n.a.  |
| Leírás: n.a. |             |                           |           |       |

## 2021-ben kiadandó emlékérmék
| Kép          | Ország      | Téma                          | Darabszám | Dátum |
| ------------ | ----------- | ----------------------------- | --------- | ----- |
|              | Málta       | Tarxien megalitikus templomai | n.a.      | n.a.  |
| Leírás: n.a. |             |                               |           |       |
|              |             |                               |           |       |
|              | Németország | A Sanssouci Potsdamban        | 30 millió | n.a.  |
| Leírás: n.a. |             |                               |           |       |

## 2022-ben kiadandó emlékérmék
| Kép          | Ország | Téma                    | Darabszám | Dátum |
| ------------ | ------ | ----------------------- | --------- | ----- |
|              | Málta  | Ħal Saflieni-i hipogeum | n.a.      | n.a.  |
| Leírás: n.a. |        |                         |           |       |

## Németország 16 tartománya-sorozat
Németország 2006-ban indította a Németország 16 tartománya-sorozatot. Minden érmén az adott tartomány egyik városában található egyik nevezetesség látható. A kiadás éve megegyezik azzal az évvel, amelyben az adott tartomány betölti a Bundesrat elnökségét. A sorozat utolsó tagját 2021-ben fogják kiadni. Az érmék és témáik a következők:
| Év   | Sorszám | Tartomány                 | Téma                                  |
| ---- | ------- | ------------------------- | ------------------------------------- |
| 2006 | 1.      | Schleswig-Holstein        | A Holstentor Lübeckben                |
| 2007 | 2.      | Mecklenburg-Elő-Pomeránia | A schwerini vár                       |
| 2008 | 3.      | Hamburg                   | A Szent Mihály-templom Hamburgban     |
| 2009 | 4.      | Saar-vidék                | A Ludvig-templom Saarbrückenben       |
| 2010 | 5.      | Bréma                     | A brémai Városháza és a Roland-oszlop |
| 2011 | 6.      | Észak-Rajna-Vesztfália    | A kölni dóm                           |
| 2012 | 7.      | Bajorország               | Neuschwanstein kastély                |
| 2013 | 8.      | Baden-Württemberg         | A maulbronni kolostoregyüttes         |
| 2014 | 9.      | Alsó-Szászország          | A Szent Mihály-templom Hildesheimben  |
| 2015 | 10.     | Hessen                    | A Szent Pál-templom Frankfurtban      |
| 2016 | 11.     | Szászország               | A Zwinger Drezdában                   |
| 2017 | 12.     | Rajna-vidék-Pfalz         | A Porta Nigra Trierben                |
| 2018 | 13.     | Berlin                    | A Charlottenburg-kastély Berlinben    |
| 2019 | 14.     | Szász-Anhalt              | A magdeburgi katedrális               |
| 2020 | 15.     | Türingia                  | Wartburg vára Eisenach mellett        |
| 2021 | 16.     | Brandenburg               | A Sanssouci-kastély Potsdamban        |

Eredetileg az alábbi nevezetességek szerepeltek volna hét tartomány érméin:
| Év   | Sorszám | Tartomány         | Téma                                      |
| ---- | ------- | ----------------- | ----------------------------------------- |
| 2008 | 3.      | Hamburg           | A Landungsbrücken Hamburgban              |
| 2010 | 5.      | Bréma             | A brémai Városháza a Roland-oszlop nélkül |
| 2012 | 7.      | Bajorország       | A Miasszonyunk-templom Münchenben         |
| 2013 | 8.      | Baden-Württemberg | A heidelbergi várkastély                  |
| 2014 | 9.      | Alsó-Szászország  | Az Új városháza Hannoverben               |
| 2015 | 10.     | Hessen            | A Römer Frankfurtban                      |
| 2018 | 13.     | Berlin            | A Reichstag épülete Berlinben             |

## A luxemburgi nagyhercegi dinasztia
| Év   | Sorszám | Uralkodó(k) | Téma |
| ---- | ------- | --- | --- |
| 2004 | 1.      | Henrik nagyherceg | Henrik nagyherceg képmása és monogramja                                                                           |
| 2005 | 2.      | Henrik nagyherceg és Adolf nagyherceg                                                                                           | Henrik nagyherceg 50. születésnapja, trónra lépésének 5. évfordulója, Adolf nagyherceg halálának 100. évfordulója |
| 2006 | 3.      | Henrik nagyherceg és Vilmos koronaherceg                                                                                        | Vilmos koronaherceg 25. születésnapja                                                                             |
| 2007 | 4.      | Henrik nagyherceg | A Nagyhercegi Palota Luxembourgban                                                                                |
| 2008 | 5.      | Henrik nagyherceg | Berg-vár |
| 2009 | 6.      | Henrik nagyherceg és Sarolta nagyhercegnő                                                                                       | Sarolta luxemburgi nagyhercegnő trónra lépésének 90. évfordulója                                                  |
| 2010 | 7.      | Henrik nagyherceg | Henrik luxemburgi nagyherceg címere                                                                               |
| 2011 | 8.      | Henrik nagyherceg, János nagyherceg és Sarolta nagyhercegnő                                                                     | János luxemburgi nagyherceg édesanyja, Sarolta nagyhercegnő általi lieutenant-représentant-tá való kinevezése     |
| 2012 | 9.      | Henrik nagyherceg és IV. Vilmos nagyherceg                                                                                      | IV. Vilmos luxemburgi nagyherceg halálának 100. évfordulója                                                       |
| 2012 | 10.     | Henik nagyherceg, Vilmos koronaherceg és Stefánia koronahercegné                                                                | Vilmos koronaherceg és Stefánia koronahercegné esküvője                                                           |
| 2013 | 11.     | Henrik nagyherceg | Luxemburg himnusza                                                                                                |
| 2014 | 12.     | Henrik nagyherceg | A luxemburgi függetlenség kikiáltásának 175. évfordulója                                                          |
| 2014 | 13.     | Henrik nagyherceg és János nagyherceg                                                                                           | János nagyherceg trónra lépésének 50. évfordulója                                                                 |
| 2015 | 14.     | Henrik nagyherceg és Mária Terézia nagyhercegné                                                                                 | Henrik nagyherceg trónra lépésének 15. évfordulója                                                                |
| 2015 | 15.     | Henrik nagyherceg, János nagyherceg, Sarolta nagyhercegnő, Mária Adelaida nagyhercegnő, IV. Vilmos nagyherceg, Adolf nagyherceg | A Nassau-Weilburg-ház 125. évfordulója                                                                            |

## A Málta függetlenségéhez vezető út
A Málta függetlenségéről szóló érmesorozat öt érméből áll, amelyek az ország függetlenségéhez vezető út fontosabb eseményeit ábrázolják. Az első érme 2011-ben került forgalomba, az utolsót pedig 2015-ben adták ki. Az érmék és témáik a következők:
| Év   | Sorszám | Téma                                                        |
| ---- | ------- | ----------------------------------------------------------- |
| 2011 | 1.      | Az első képviselőválasztás 1849-ben                         |
| 2012 | 2.      | Az 1887-es többségi képviselet                              |
| 2013 | 3.      | Az Önkormányzat létrehozása 1921-ben                        |
| 2014 | 4.      | A függetlenség kikiáltása az Egyesült Királyságtól 1964-ben |
| 2015 | 5.      | A Máltai Köztársaság kihirdetése 1974-ben                   |

## Őskori lelőhelyek Máltán
A Málta őskori lelőhelyeiről szóló érmesorozat hét érméből áll. Az első érme 2016-ban került forgalomba, az utolsót pedig 2022-ben adják ki. Az érmék és témáik a következők:
| Év   | Sorszám | Téma                          |
| ---- | ------- | ----------------------------- |
| 2016 | 1.      | Ġgantija kőtemploma           |
| 2017 | 2.      | Ħaġar Qim                     |
| 2018 | 3.      | Mnajdra                       |
| 2019 | 4.      | Ta’ Ħaġrat                    |
| 2020 | 5.      | Skorba                        |
| 2021 | 6.      | Tarxien megalitikus templomai |
| 2022 | 7.      | Ħal Saflieni-i hipogeum       |

## Spanyol világörökségi helyszínek
Spanyolország a Világörökség-sorozatot 2010-ben kezdte. Az érmesorozat bemutatja az összes, Spanyolországban található világörökséget, így valószínűleg a sorozat utolsó darabját 2050-ben fogják kiadni. Az érméket olyan sorrendben adják ki, amilyen sorrendben a helyszíneket felvették a világörökségi listára. Az érmék a következőek:
| Év   | Sorszám | Téma                                                                       |
| ---- | ------- | -------------------------------------------------------------------------- |
| 2010 | 1.      | Córdoba történelmi központja és a córdobai nagymecset                      |
| 2011 | 2.      | Az Oroszlános-udvar az Alhambrában, Generalife és Albaicín Granadában      |
| 2012 | 3.      | A burgosi katedrális                                                       |
| 2013 | 4.      | A San Lorenzo de El Escorial-i királyi kolostor, Madridban                 |
| 2014 | 5.      | Antoni Gaudí munkái                                                        |
| 2015 | 6.      | Az Altamira-barlang és Észak-Spanyolország paleolitikus barlangi művészete |
| 2016 | 7.      | Segovia óvárosa és a római vízvezeték                                      |
| 2017 | 8.      | Oviedo és Asztúria műemlékei                                               |
| 2018 | 9.      | Santiago de Compostela óvárosa                                             |
| 2019 | 10.     | Ávila óvárosa és templomai                                                 |

## Gyermekek és szolidaritás
Málta 2016-ban adja ki az öt érméből álló, Gyermekek és szolidaritás témájú sorozat első darabját, az utolsó érmét pedig 2020-ban fogják kiadni. Az érmék és témáik a következők:
| Év   | Sorszám | Téma                   |
| ---- | ------- | ---------------------- |
| 2016 | 1.      | Szeretet               |
| 2017 | 2.      | Béke és szolidaritás   |
| 2018 | 3.      | Kulturális örökség     |
| 2019 | 4.      | Örökség és hagyományok |
| 2020 | 5.      | Játékok                |

## Lettország közigazgatása
Lettország 2016-ban adja ki a négy érméből álló, Lettország közigazgatása témájú sorozat első darabját, az utolsó érmét pedig 2018-ban fogják kiadni. Az érmék és témáik a következők:
| Év   | Sorszám | Téma              |
| ---- | ------- | ----------------- |
| 2016 | 1.      | Livónia – Vidzeme |
| 2017 | 2.      | Livónia – Kurzeme |
| 2017 | 3.      | Livónia – Latgale |
| 2018 | 4.      | Livónia – Zemgale |

## Külső hivatkozások
Tudnivalók az érmékről (német nyelven)